# 1762

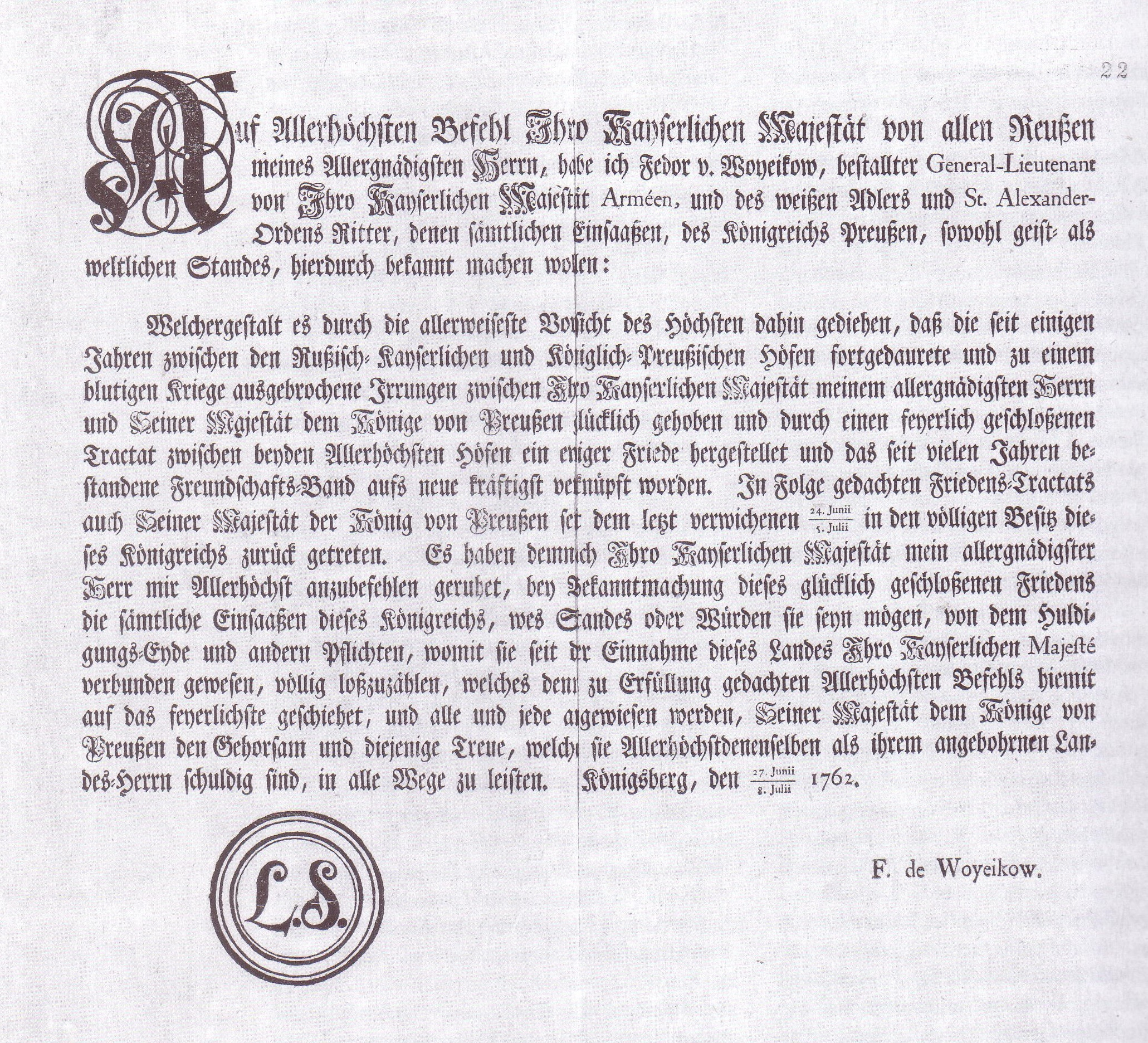
Frieden von St. Petersburg

Portal Geschichte | Portal Biografien | Aktuelle Ereignisse | Jahreskalender | Tagesartikel

◄ |
17. Jahrhundert |
18. Jahrhundert
| 19. Jahrhundert | ►

◄ |
1730er |
1740er |
1750er |
1760er
| 1770er | 1780er | 1790er | ►

◄◄ |
◄ |
1758 |
1759 |
1760 |
1761 |
1762
| 1763 | 1764 | 1765 | 1766 | ► | ►►
Staatsoberhäupter  · Nekrolog · Kunstjahr · Literaturjahr · Musikjahr
| Januar | Januar | Januar | Januar | Januar | Januar | Januar | Januar |
| Kw     | Mo     | Di     | Mi     | Do     | Fr     | Sa     | So     |
| ------ | ------ | ------ | ------ | ------ | ------ | ------ | ------ |
| 53     |        |        |        |        | 1      | 2      | 3      |
| 1      | 4      | 5      | 6      | 7      | 8      | 9      | 10     |
| 2      | 11     | 12     | 13     | 14     | 15     | 16     | 17     |
| 3      | 18     | 19     | 20     | 21     | 22     | 23     | 24     |
| 4      | 25     | 26     | 27     | 28     | 29     | 30     | 31     |

| Februar | Februar | Februar | Februar | Februar | Februar | Februar | Februar |
| Kw      | Mo      | Di      | Mi      | Do      | Fr      | Sa      | So      |
| ------- | ------- | ------- | ------- | ------- | ------- | ------- | ------- |
| 5       | 1       | 2       | 3       | 4       | 5       | 6       | 7       |
| 6       | 8       | 9       | 10      | 11      | 12      | 13      | 14      |
| 7       | 15      | 16      | 17      | 18      | 19      | 20      | 21      |
| 8       | 22      | 23      | 24      | 25      | 26      | 27      | 28      |

| März | März | März | März | März | März | März | März |
| Kw   | Mo   | Di   | Mi   | Do   | Fr   | Sa   | So   |
| ---- | ---- | ---- | ---- | ---- | ---- | ---- | ---- |
| 9    | 1    | 2    | 3    | 4    | 5    | 6    | 7    |
| 10   | 8    | 9    | 10   | 11   | 12   | 13   | 14   |
| 11   | 15   | 16   | 17   | 18   | 19   | 20   | 21   |
| 12   | 22   | 23   | 24   | 25   | 26   | 27   | 28   |
| 13   | 29   | 30   | 31   |      |      |      |      |

| April | April | April | April | April | April | April | April |
| Kw    | Mo    | Di    | Mi    | Do    | Fr    | Sa    | So    |
| ----- | ----- | ----- | ----- | ----- | ----- | ----- | ----- |
| 13    |       |       |       | 1     | 2     | 3     | 4     |
| 14    | 5     | 6     | 7     | 8     | 9     | 10    | 11    |
| 15    | 12    | 13    | 14    | 15    | 16    | 17    | 18    |
| 16    | 19    | 20    | 21    | 22    | 23    | 24    | 25    |
| 17    | 26    | 27    | 28    | 29    | 30    |       |       |

| Mai | Mai | Mai | Mai | Mai | Mai | Mai | Mai |
| Kw  | Mo  | Di  | Mi  | Do  | Fr  | Sa  | So  |
| --- | --- | --- | --- | --- | --- | --- | --- |
| 17  |     |     |     |     |     | 1   | 2   |
| 18  | 3   | 4   | 5   | 6   | 7   | 8   | 9   |
| 19  | 10  | 11  | 12  | 13  | 14  | 15  | 16  |
| 20  | 17  | 18  | 19  | 20  | 21  | 22  | 23  |
| 21  | 24  | 25  | 26  | 27  | 28  | 29  | 30  |
| 22  | 31  |     |     |     |     |     |     |

| Juni | Juni | Juni | Juni | Juni | Juni | Juni | Juni |
| Kw   | Mo   | Di   | Mi   | Do   | Fr   | Sa   | So   |
| ---- | ---- | ---- | ---- | ---- | ---- | ---- | ---- |
| 22   |      | 1    | 2    | 3    | 4    | 5    | 6    |
| 23   | 7    | 8    | 9    | 10   | 11   | 12   | 13   |
| 24   | 14   | 15   | 16   | 17   | 18   | 19   | 20   |
| 25   | 21   | 22   | 23   | 24   | 25   | 26   | 27   |
| 26   | 28   | 29   | 30   |      |      |      |      |

| Juli | Juli | Juli | Juli | Juli | Juli | Juli | Juli |
| Kw   | Mo   | Di   | Mi   | Do   | Fr   | Sa   | So   |
| ---- | ---- | ---- | ---- | ---- | ---- | ---- | ---- |
| 26   |      |      |      | 1    | 2    | 3    | 4    |
| 27   | 5    | 6    | 7    | 8    | 9    | 10   | 11   |
| 28   | 12   | 13   | 14   | 15   | 16   | 17   | 18   |
| 29   | 19   | 20   | 21   | 22   | 23   | 24   | 25   |
| 30   | 26   | 27   | 28   | 29   | 30   | 31   |      |

| August | August | August | August | August | August | August | August |
| Kw     | Mo     | Di     | Mi     | Do     | Fr     | Sa     | So     |
| ------ | ------ | ------ | ------ | ------ | ------ | ------ | ------ |
| 30     |        |        |        |        |        |        | 1      |
| 31     | 2      | 3      | 4      | 5      | 6      | 7      | 8      |
| 32     | 9      | 10     | 11     | 12     | 13     | 14     | 15     |
| 33     | 16     | 17     | 18     | 19     | 20     | 21     | 22     |
| 34     | 23     | 24     | 25     | 26     | 27     | 28     | 29     |
| 35     | 30     | 31     |        |        |        |        |        |

| September | September | September | September | September | September | September | September |
| Kw        | Mo        | Di        | Mi        | Do        | Fr        | Sa        | So        |
| --------- | --------- | --------- | --------- | --------- | --------- | --------- | --------- |
| 35        |           |           | 1         | 2         | 3         | 4         | 5         |
| 36        | 6         | 7         | 8         | 9         | 10        | 11        | 12        |
| 37        | 13        | 14        | 15        | 16        | 17        | 18        | 19        |
| 38        | 20        | 21        | 22        | 23        | 24        | 25        | 26        |
| 39        | 27        | 28        | 29        | 30        |           |           |           |

| Oktober | Oktober | Oktober | Oktober | Oktober | Oktober | Oktober | Oktober |
| Kw      | Mo      | Di      | Mi      | Do      | Fr      | Sa      | So      |
| ------- | ------- | ------- | ------- | ------- | ------- | ------- | ------- |
| 39      |         |         |         |         | 1       | 2       | 3       |
| 40      | 4       | 5       | 6       | 7       | 8       | 9       | 10      |
| 41      | 11      | 12      | 13      | 14      | 15      | 16      | 17      |
| 42      | 18      | 19      | 20      | 21      | 22      | 23      | 24      |
| 43      | 25      | 26      | 27      | 28      | 29      | 30      | 31      |

| November | November | November | November | November | November | November | November |
| Kw       | Mo       | Di       | Mi       | Do       | Fr       | Sa       | So       |
| -------- | -------- | -------- | -------- | -------- | -------- | -------- | -------- |
| 44       | 1        | 2        | 3        | 4        | 5        | 6        | 7        |
| 45       | 8        | 9        | 10       | 11       | 12       | 13       | 14       |
| 46       | 15       | 16       | 17       | 18       | 19       | 20       | 21       |
| 47       | 22       | 23       | 24       | 25       | 26       | 27       | 28       |
| 48       | 29       | 30       |          |          |          |          |          |

| Dezember | Dezember | Dezember | Dezember | Dezember | Dezember | Dezember | Dezember |
| Kw       | Mo       | Di       | Mi       | Do       | Fr       | Sa       | So       |
| -------- | -------- | -------- | -------- | -------- | -------- | -------- | -------- |
| 48       |          |          | 1        | 2        | 3        | 4        | 5        |
| 49       | 6        | 7        | 8        | 9        | 10       | 11       | 12       |
| 50       | 13       | 14       | 15       | 16       | 17       | 18       | 19       |
| 51       | 20       | 21       | 22       | 23       | 24       | 25       | 26       |
| 52       | 27       | 28       | 29       | 30       | 31       |          |          |

| Januar | Januar | Januar | Januar | Januar | Januar | Januar | Januar |
| Kw     | Mo     | Di     | Mi     | Do     | Fr     | Sa     | So     |
| ------ | ------ | ------ | ------ | ------ | ------ | ------ | ------ |
| 53     |        |        |        |        | 1      | 2      | 3      |
| 1      | 4      | 5      | 6      | 7      | 8      | 9      | 10     |
| 2      | 11     | 12     | 13     | 14     | 15     | 16     | 17     |
| 3      | 18     | 19     | 20     | 21     | 22     | 23     | 24     |
| 4      | 25     | 26     | 27     | 28     | 29     | 30     | 31     |

| Februar | Februar | Februar | Februar | Februar | Februar | Februar | Februar |
| Kw      | Mo      | Di      | Mi      | Do      | Fr      | Sa      | So      |
| ------- | ------- | ------- | ------- | ------- | ------- | ------- | ------- |
| 5       | 1       | 2       | 3       | 4       | 5       | 6       | 7       |
| 6       | 8       | 9       | 10      | 11      | 12      | 13      | 14      |
| 7       | 15      | 16      | 17      | 18      | 19      | 20      | 21      |
| 8       | 22      | 23      | 24      | 25      | 26      | 27      | 28      |

| März | März | März | März | März | März | März | März |
| Kw   | Mo   | Di   | Mi   | Do   | Fr   | Sa   | So   |
| ---- | ---- | ---- | ---- | ---- | ---- | ---- | ---- |
| 9    | 1    | 2    | 3    | 4    | 5    | 6    | 7    |
| 10   | 8    | 9    | 10   | 11   | 12   | 13   | 14   |
| 11   | 15   | 16   | 17   | 18   | 19   | 20   | 21   |
| 12   | 22   | 23   | 24   | 25   | 26   | 27   | 28   |
| 13   | 29   | 30   | 31   |      |      |      |      |

| April | April | April | April | April | April | April | April |
| Kw    | Mo    | Di    | Mi    | Do    | Fr    | Sa    | So    |
| ----- | ----- | ----- | ----- | ----- | ----- | ----- | ----- |
| 13    |       |       |       | 1     | 2     | 3     | 4     |
| 14    | 5     | 6     | 7     | 8     | 9     | 10    | 11    |
| 15    | 12    | 13    | 14    | 15    | 16    | 17    | 18    |
| 16    | 19    | 20    | 21    | 22    | 23    | 24    | 25    |
| 17    | 26    | 27    | 28    | 29    | 30    |       |       |

| Mai | Mai | Mai | Mai | Mai | Mai | Mai | Mai |
| Kw  | Mo  | Di  | Mi  | Do  | Fr  | Sa  | So  |
| --- | --- | --- | --- | --- | --- | --- | --- |
| 17  |     |     |     |     |     | 1   | 2   |
| 18  | 3   | 4   | 5   | 6   | 7   | 8   | 9   |
| 19  | 10  | 11  | 12  | 13  | 14  | 15  | 16  |
| 20  | 17  | 18  | 19  | 20  | 21  | 22  | 23  |
| 21  | 24  | 25  | 26  | 27  | 28  | 29  | 30  |
| 22  | 31  |     |     |     |     |     |     |

| Juni | Juni | Juni | Juni | Juni | Juni | Juni | Juni |
| Kw   | Mo   | Di   | Mi   | Do   | Fr   | Sa   | So   |
| ---- | ---- | ---- | ---- | ---- | ---- | ---- | ---- |
| 22   |      | 1    | 2    | 3    | 4    | 5    | 6    |
| 23   | 7    | 8    | 9    | 10   | 11   | 12   | 13   |
| 24   | 14   | 15   | 16   | 17   | 18   | 19   | 20   |
| 25   | 21   | 22   | 23   | 24   | 25   | 26   | 27   |
| 26   | 28   | 29   | 30   |      |      |      |      |

| Juli | Juli | Juli | Juli | Juli | Juli | Juli | Juli |
| Kw   | Mo   | Di   | Mi   | Do   | Fr   | Sa   | So   |
| ---- | ---- | ---- | ---- | ---- | ---- | ---- | ---- |
| 26   |      |      |      | 1    | 2    | 3    | 4    |
| 27   | 5    | 6    | 7    | 8    | 9    | 10   | 11   |
| 28   | 12   | 13   | 14   | 15   | 16   | 17   | 18   |
| 29   | 19   | 20   | 21   | 22   | 23   | 24   | 25   |
| 30   | 26   | 27   | 28   | 29   | 30   | 31   |      |

| August | August | August | August | August | August | August | August |
| Kw     | Mo     | Di     | Mi     | Do     | Fr     | Sa     | So     |
| ------ | ------ | ------ | ------ | ------ | ------ | ------ | ------ |
| 30     |        |        |        |        |        |        | 1      |
| 31     | 2      | 3      | 4      | 5      | 6      | 7      | 8      |
| 32     | 9      | 10     | 11     | 12     | 13     | 14     | 15     |
| 33     | 16     | 17     | 18     | 19     | 20     | 21     | 22     |
| 34     | 23     | 24     | 25     | 26     | 27     | 28     | 29     |
| 35     | 30     | 31     |        |        |        |        |        |

| September | September | September | September | September | September | September | September |
| Kw        | Mo        | Di        | Mi        | Do        | Fr        | Sa        | So        |
| --------- | --------- | --------- | --------- | --------- | --------- | --------- | --------- |
| 35        |           |           | 1         | 2         | 3         | 4         | 5         |
| 36        | 6         | 7         | 8         | 9         | 10        | 11        | 12        |
| 37        | 13        | 14        | 15        | 16        | 17        | 18        | 19        |
| 38        | 20        | 21        | 22        | 23        | 24        | 25        | 26        |
| 39        | 27        | 28        | 29        | 30        |           |           |           |

| Oktober | Oktober | Oktober | Oktober | Oktober | Oktober | Oktober | Oktober |
| Kw      | Mo      | Di      | Mi      | Do      | Fr      | Sa      | So      |
| ------- | ------- | ------- | ------- | ------- | ------- | ------- | ------- |
| 39      |         |         |         |         | 1       | 2       | 3       |
| 40      | 4       | 5       | 6       | 7       | 8       | 9       | 10      |
| 41      | 11      | 12      | 13      | 14      | 15      | 16      | 17      |
| 42      | 18      | 19      | 20      | 21      | 22      | 23      | 24      |
| 43      | 25      | 26      | 27      | 28      | 29      | 30      | 31      |

| November | November | November | November | November | November | November | November |
| Kw       | Mo       | Di       | Mi       | Do       | Fr       | Sa       | So       |
| -------- | -------- | -------- | -------- | -------- | -------- | -------- | -------- |
| 44       | 1        | 2        | 3        | 4        | 5        | 6        | 7        |
| 45       | 8        | 9        | 10       | 11       | 12       | 13       | 14       |
| 46       | 15       | 16       | 17       | 18       | 19       | 20       | 21       |
| 47       | 22       | 23       | 24       | 25       | 26       | 27       | 28       |
| 48       | 29       | 30       |          |          |          |          |          |

| Dezember | Dezember | Dezember | Dezember | Dezember | Dezember | Dezember | Dezember |
| Kw       | Mo       | Di       | Mi       | Do       | Fr       | Sa       | So       |
| -------- | -------- | -------- | -------- | -------- | -------- | -------- | -------- |
| 48       |          |          | 1        | 2        | 3        | 4        | 5        |
| 49       | 6        | 7        | 8        | 9        | 10       | 11       | 12       |
| 50       | 13       | 14       | 15       | 16       | 17       | 18       | 19       |
| 51       | 20       | 21       | 22       | 23       | 24       | 25       | 26       |
| 52       | 27       | 28       | 29       | 30       | 31       |          |          |

Das Jahr 1762 bringt eine Wende im seit 1756 andauernden Krieg in Europa. Nach dem Tod der russischen Zarin Elisabeth kommt ihr Neffe Peter III., ein Bewunderer Friedrichs des Großen, an die Macht. Der neue Zar wird zwar schon nach einem halben Jahr von Anhängern seiner Gattin Katharina gestürzt und wenig später ermordet, in seiner kurzen Regierungszeit schließt Russland aber mit Preußen den Frieden von St. Petersburg und scheidet damit aus der anti-preußischen Koalition aus. Friedrich gelingt es daraufhin, auch mit Schweden Frieden zu schließen. Die Kaiserkrönung Katharinas II. am 3. Oktober ändert nichts an der neuen, für Preußen günstigen Situation in Europa. Die Schlacht bei Freiberg am 29. Oktober wird schließlich zur letzten Schlacht des Siebenjährigen Krieges.
Auch in den Kolonien flackert der Krieg nur noch einmal kurz auf. Der Angriff Frankreichs auf Neufundland wird von den Briten jedoch nach knapp drei Monaten endgültig zurückgeschlagen.
Der französische Philosoph Jean-Jacques Rousseau veröffentlicht sein staatstheoretisches Werk Du Contract Social ou Principes du Droit Politique, das sofort in mehreren Staaten verboten wird, und ihm einen Haftbefehl in Paris und Genf einbringt.
In Rom wird der Trevi-Brunnen nach mehrjähriger Bauzeit fertiggestellt, und der Salzburger Leopold Mozart arrangiert eine erste Konzertreise durch Europa für seinen sechsjährigen Sohn Wolfgang und dessen vier Jahre ältere Schwester Nannerl.

## Ereignisse

### Politik und Weltgeschehen

#### Russland

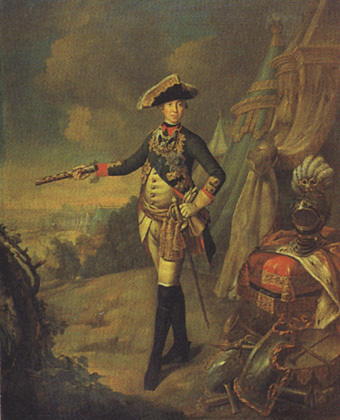
Kaiser Peter III., Gemälde von Alexei Petrowitsch Antropow, 1762

- 5. Januar: Nach dem Tod der Kaiserin Elisabeth besteigt ihr Neffe Peter III. den russischen Thron. Der neue Kaiser leitet ein umfangreiches Reformprogramm ein.
- 18. Februar: Mit dem Befreiungsmanifest Peters III. erfolgt die Aufhebung der adeligen Dienstpflicht.

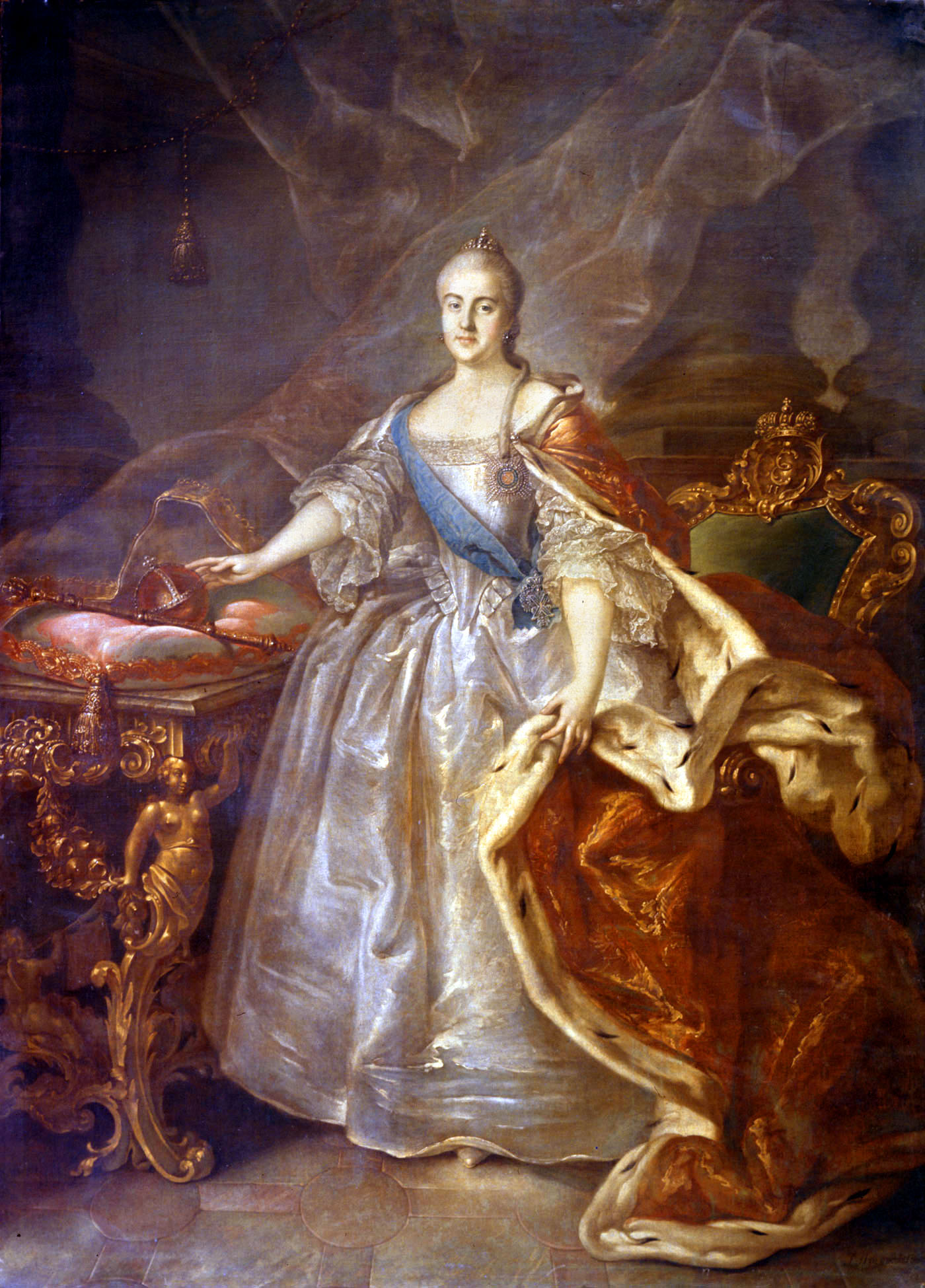
Katharina II. 1762 (Gemälde von Ivan Argunov)

- 9. Juli: Katharina II. wird nach einem Putsch der Kaiserlichen Garde unter Grigori Grigorjewitsch Orlow, dem Geliebten Katharinas, zur alleinigen Kaiserin ausgerufen, ihr außerhalb Sankt Petersburg weilender Gemahl Peter III. von der Entwicklung völlig überrascht. Er wird zur Unterzeichnung einer Abdankungsurkunde gezwungen und auf dem kaiserlichen Landgut Ropša unter der Bewachung Alexei Grigorjewitsch Orlows interniert.
- 17. Juli: Peter III. stirbt in seinem Landhaus Ropscha bei Sankt Petersburg unter ungeklärten Umständen. Ob er eines natürlichen Todes stirbt, oder von den Verschwörern ermordet wird, lässt sich nicht eindeutig klären.
- 3. Oktober: In der Moskauer Mariä-Entschlafens-Kathedrale wird Katharina II. zur Kaiserin gekrönt.
- 14. Oktober: Katharina erlässt ein Manifest, in dem der Kaiserliche Senat ausdrücklich die Erlaubnis erhält, Ausländern die Ansiedlung im Land zu gestatten. Das Manifest findet vorläufig noch nicht die gewünschte Resonanz im Ausland.

#### Der Siebenjährige Krieg in Europa

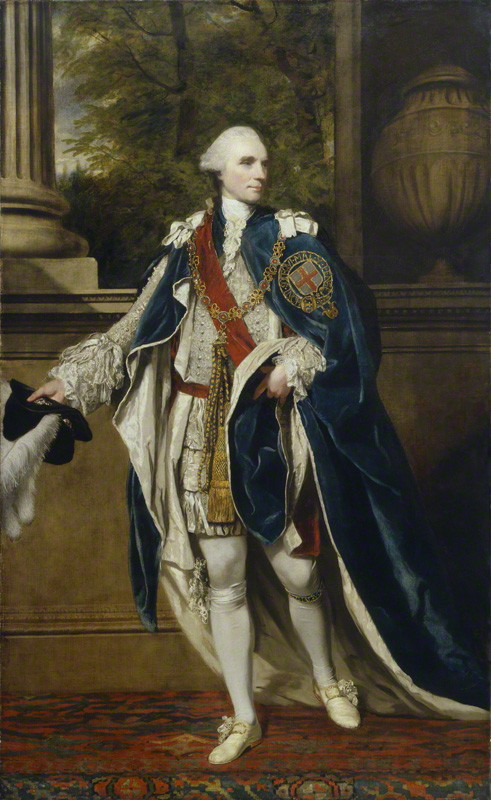
Joshua Reynolds: John Stuart, 3. Earl of Bute

- 4. Januar: Der britische Premierminister John Stuart, 3. Earl of Bute, bislang entschiedener Gegner eines Kriegs mit Spanien, erklärt dem Königreich Spanien den Krieg.
- 5. Januar: Die Thronbesteigung Peters III. in Russland führt zum zweiten Mirakel des Hauses Brandenburg: Peter, ein Bewunderer Friedrichs des Großen, vollzieht eine Kehrtwendung im Siebenjährigen Krieg.
- 16. März: August Wilhelm, Herzog von Braunschweig-Wolfenbüttel-Bevern, schließt für Preußen in Stargard einen Waffenstillstand mit Russland.
- 7. April: Schweden und Preußen schließen – auf drei Monate befristet – den Waffenstillstand von Ribnitz.
- 5. Mai: Russland und Preußen schließen den Frieden von Sankt Petersburg. Russland scheidet damit aus der Front der Gegner Preußens aus und gibt ohne Entschädigungen die besetzten oder bereits annektierten Gebiete Ostpreußen, Hinterpommern und Neumark zurück. Ferner wird vereinbart, ein Bündnis herzustellen, mit dem Peter III. seine dynastischen Ziele in Holstein mit preußischer Unterstützung durchsetzen will. Friedrich stimmt bedenkenlos zu und verspricht, dafür 20.000 Mann zur Verfügung zu stellen.

Älteste Darstellung des Gefechtes bei Döbeln (S.B. Jochai um 1763)

- 12. Mai: Im Gefecht bei Döbeln besiegen preußische Truppen unter Prinz Heinrich von Preußen ein österreichisches Korps. Der österreichische Befehlshaber von Zedtwitz gerät in Gefangenschaft. Mit dem siegreichen Vorstoß ist das preußische Hauptziel erreicht, die Vereinigung von Reichsarmee und Österreichern zu verhindern. Die militärische Aktion eröffnet außerdem erfolgreich den preußischen Feldzug in Sachsen.
- 22. Mai: Schweden und Preußen schließen den Frieden von Hamburg, mit dem die Situation vor dem Krieg zwischen den beiden Ländern wiederhergestellt wird.

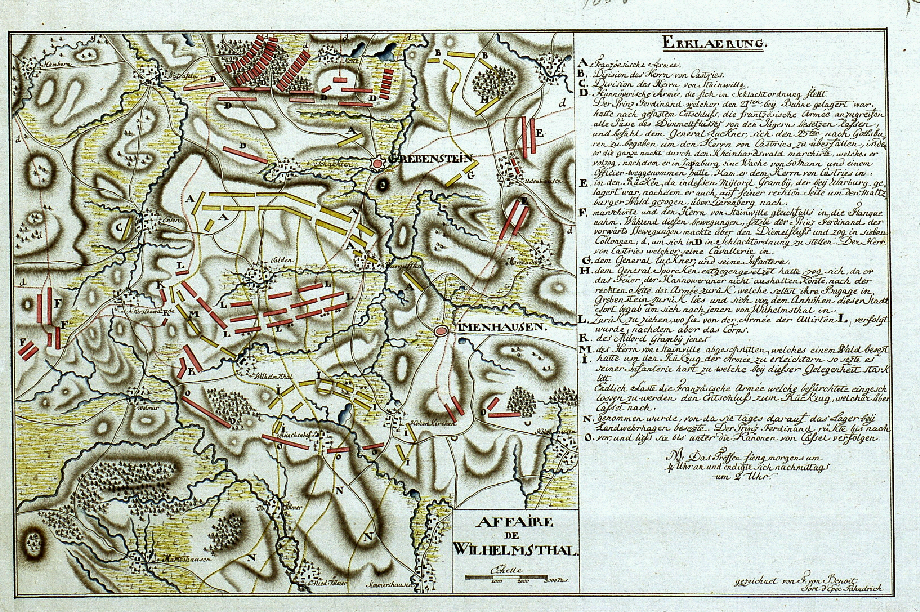
Karte der Schlacht bei Wilhelmsthal

- 24. Juni: In der Schlacht bei Wilhelmsthal treffen alliierte und französische Truppen nahe dem gleichnamigen Schloss aufeinander. Nach dem Sieg der Alliierten müssen sich die Franzosen aus Norddeutschland zurückziehen.

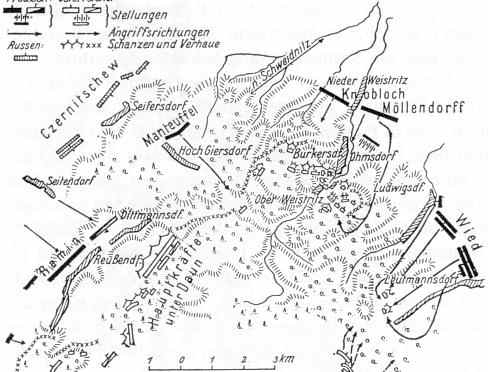
Schlacht bei Burkersdorf

- 21. Juli: In der Schlacht bei Burkersdorf siegen die Preußen unter Friedrich dem Großen, weil es ihm gelingt, die Österreicher unter Leopold Joseph Daun in ein Gefecht mit abziehenden russischen Einheiten zu verwickeln und ihre Kampfkraft dadurch zu schwächen.
- 15. August: Auch die Schlacht bei Reichenbach kann Friedrich der Große für sich entscheiden, verzichtet jedoch darauf, die Österreicher zu verfolgen, da er seine Hauptaufgabe in der Eroberung von Schweidnitz sieht, das am 9. Oktober fällt.
- 21. September: An der Brücker-Mühle, einer steinernen Straßenbrücke über die Ohm bei Amöneburg, treffen in einer Schlacht die Verbündeten Preußens und Frankreichs aufeinander. Die Schlacht bleibt nach 14 Stunden, mehr als 500 Toten und 1300 Verwundeten ohne klaren Sieger, am 15. November wird von den Beteiligten in der Mühle ein Waffenstillstand unterzeichnet.

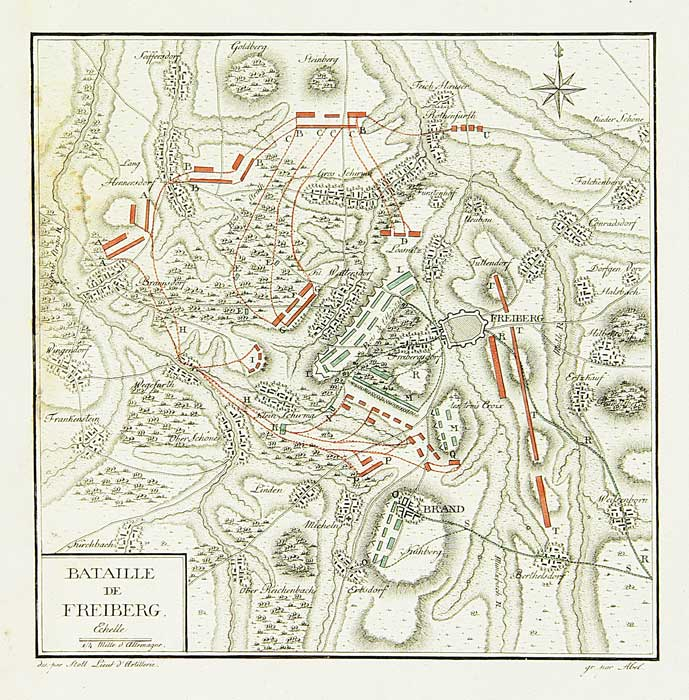
Karte der Schlacht bei Freiberg

- 29. Oktober: Die Schlacht bei Freiberg im Kurfürstentum Sachsen erweist sich hinterher als letzter Waffengang im Siebenjährigen Krieg. Friedrichs Bruder Heinrich von Preußen besiegt darin seinen österreichischen Gegenspieler Andreas Hadik von Futak.
- 24. November: Die am 9. Mai begonnene spanische Invasion in Portugal scheitert.
- 24. November: Preußen und Österreich schließen einen Waffenstillstand. Der sächsische Kronprinz Friedrich Christian besucht Friedrich II. in seinem Hauptquartier in Meißen, um mit ihm, in Abstimmung mit dem Warschauer Hof und im Auftrag Österreichs, Friedensverhandlungen einzuleiten.

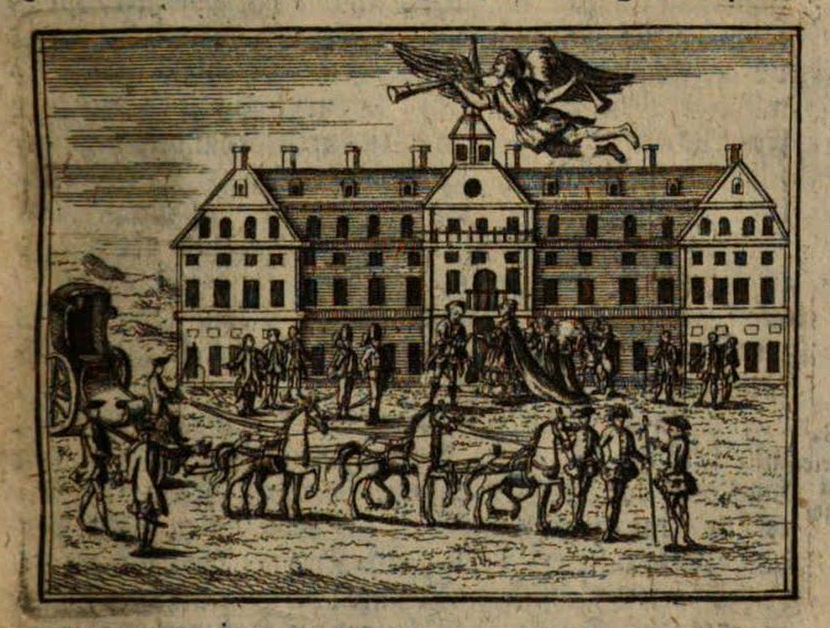
Hubertusburg wird zur Friedenshandlung gewählet, Illustration aus dem Neueröffneten Historischen Bildersaal

- 30. Dezember: Auf Schloss Hubertusburg in Sachsen beginnen Friedensverhandlungen.

#### Der Krieg in den Kolonien

##### Nordamerika und Karibik
- Anfang des Jahres: Starke britische Flottenkontingente werden von Kanada in die Karibik verlegt.

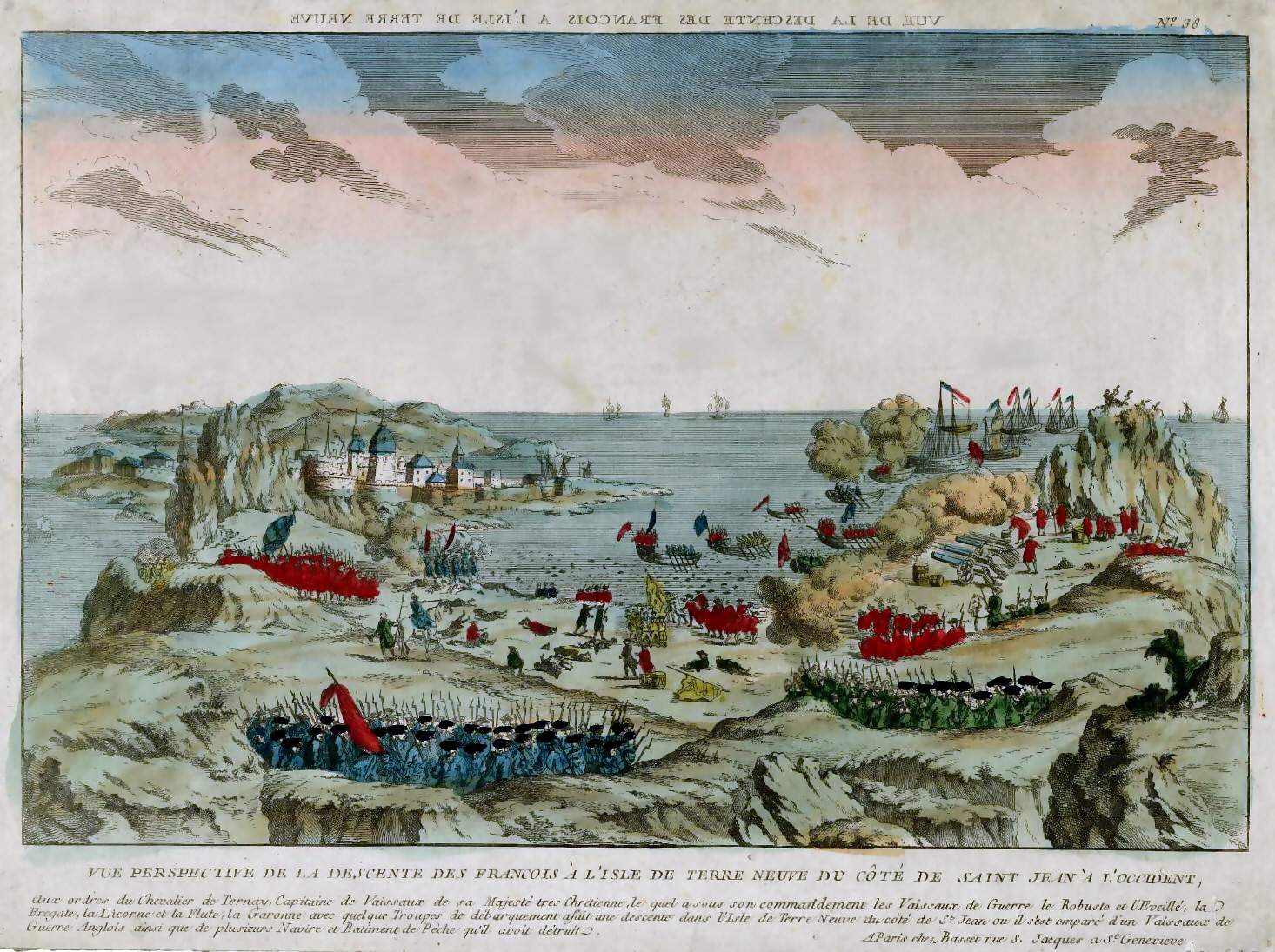
Der französische Angriff auf St. John’s

- 24. Juni: Die Franzosen landen von Brest kommend 1.500 Soldaten unter dem Kommando von Charles-Henri-Louis d’Arsac de Ternay auf Neufundland und besetzen St. John’s.
- 13. Juni: Die Belagerung von Havanna durch britische Truppen beginnt.
- 13. August: Britische Truppen nehmen nach zweimonatiger Belagerung Havanna, die Hauptstadt der spanischen Kolonie Kuba, ein.
- 18. September: Die französischen Truppen auf Neufundland kapitulieren vor den Briten. Kommandant Ternay gelingt es, nach Frankreich zu entkommen.
- William Allen gründet in Pennsylvania die Stadt Allen’s Town.

##### Philippinen

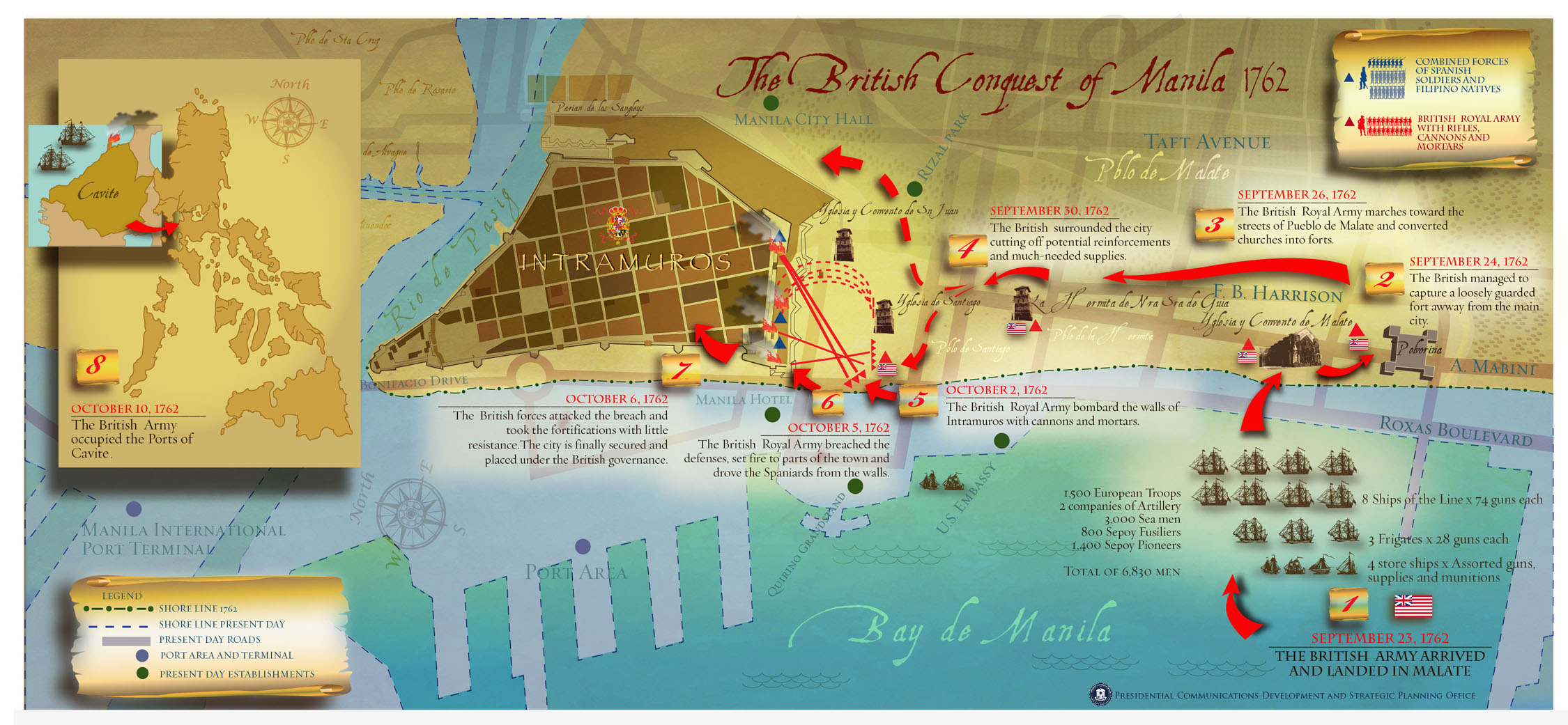
Karte mit dem Aufmarschplan der britischen Truppen

- 23. September: Die im August vom indischen Madras aus zur Invasion der spanisch beherrschten Philippinen ausgesendete britische Kriegsflotte der Britischen Ostindien-Kompanie erreicht mit 14 Schiffen die Bucht von Manila. Die Spanier sind vom Auftauchen der Briten völlig überrascht. In der veralteten Festung Intramuros sind nur 565 Soldaten stationiert. Weitere Verteidigungskräfte setzen sich aus Milizen zusammen, die kurzfristig von Mönchen des Augustinerordens organisiert worden sind, jedoch keine militärische Ausbildung besitzen.
- 6. Oktober: Britische Truppen nehmen nach nur zweitägigem Beschuss Manila, die Hauptstadt der spanisch regierten Philippinen, ein. Anschließend wird die Stadt geplündert, da sie nur einen Teil des von den Eroberern verlangten Lösegeldes aufbringen kann. Die Briten können jedoch lediglich Teile der heutigen Provinzen Bulacan, Cavite, Rizal und Laguna besetzen, sodass in großen Teilen der Philippinen die alte spanische Kolonialverwaltung intakt und in Funktion bleibt.
- 3. November: In der Provinz Pangasinan bricht der Palaris-Aufstand von Bauern gegen die spanische Kolonialherrschaft aus. In den Gemeinden Paniqui, Malasiqui, Bayambang, Manaoag, Santa Barbara, San Jacinto, Dagupan, Calasiao, und Mangaldan verbreitet sich der Aufstand sehr schnell.

#### Heiliges Römisches Reich / Italien

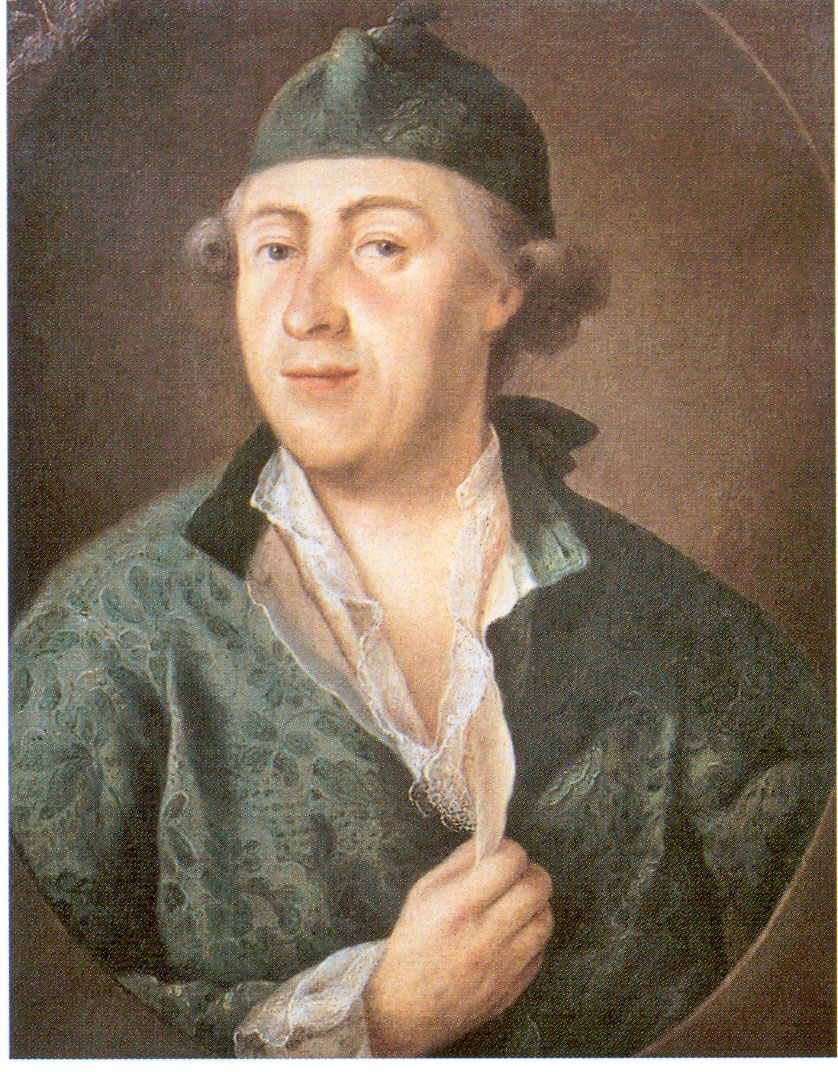
Joseph Wenzel zu Fürstenberg

- 29. April: Nach dem Tod von Fürst Joseph wird sein Sohn Joseph Wenzel Fürst von Fürstenberg-Stühlingen.

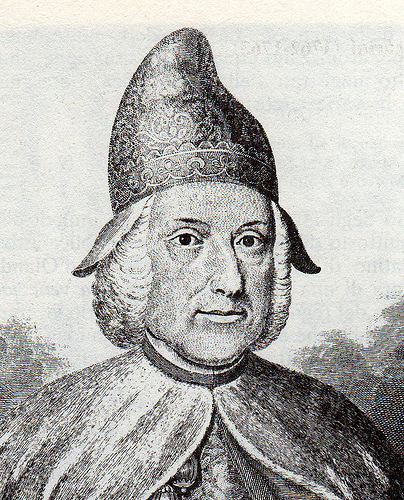
Marco Foscarini

- 31. Mai: Nach dem Tod von Francesco Loredan am 19. Mai wird Marco Foscarini zum neuen Dogen von Venedig gewählt. Bereits kurz nach seiner Wahl erkrankt er schwer.

#### Großbritannien
König George III. beruft im Mai aus persönlichen Gründen Thomas Pelham-Holles, 1. Duke of Newcastle-upon-Tyne, als Premierminister ab und ersetzt ihn durch John Stuart, 3. Earl of Bute.

#### Südamerika
- 19. September: Nach dem Vertrag mit den Ndyuka im Jahr 1760 schließt die niederländische Kolonialmacht in Suriname nach mehrmonatigen Verhandlungen auch mit der Maroons-Gruppe der Saramaccaner, die am Oberlauf des Suriname und des Saramacca siedeln, einen Friedensvertrag. Der Vertrag wird neben den Niederländern und den ehemaligen Sklaven auch von drei Einheimischen unterschrieben.

#### Asien
- 31. August: Nach dem Tod von Momozono wird seine Schwester Go-Sakuramachi 117. Tennō von Japan. Sie ist die letzte von insgesamt zehn japanischen Kaiserinnen.
- Erekle II. wird nach dem Tod seines Vaters König von Kartlien und vereinigt es mit seinem Reich Kachetien.

### Wirtschaft
- 30. April: Mit der Berufung einer Restaurierungskommission ruft Kurfürst August II. mit Heinrich von Brühl das Rétablissement ins Leben, mit dem die kursächsische Wirtschaft, die schwer unter dem Siebenjährigen Krieg leidet, wieder in Schwung gebracht werden soll. Als Präsident der Kommission wird Thomas von Fritsch eingesetzt.

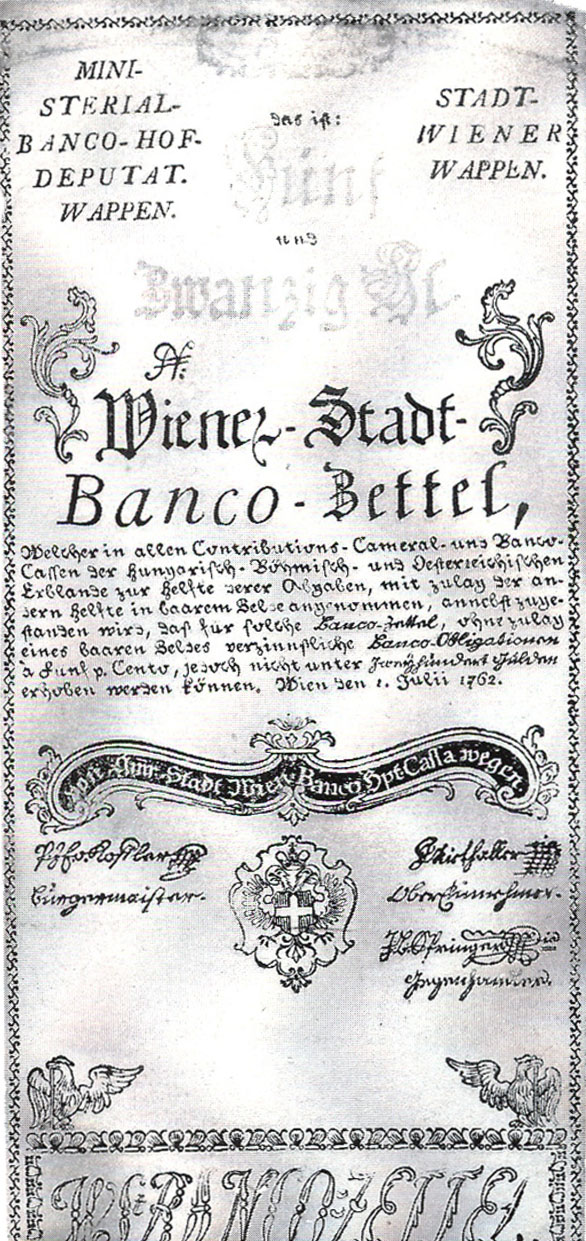
Wiener-Stadt-Banco-Zettel zu 25 Gulden vom 1. Juli 1762

- 1. Juli: In Österreich wird auf Basis eines Patents von Erzherzogin Maria Theresia mit Bancozettel der Wiener Stadtbanco erstmals Papiergeld ausgegeben.
- 16. Dezember: Landgraf Friedrich II. von Hessen-Kassel veröffentlicht eine Bekanntmachung, wonach immer 14 Tage vor der Frankfurter Oster- und Michaelis-Messe in Kassel eine Messe stattfinden solle. Die erste Messe Kassel wird am 29. August 1763  eröffnet.
- Die 1759 von den Gebrüdern Johann Heinrich und Christoph Julius Gravenhorst gegründete Chemische Fabrik Gebrüder Gravenhorst beginnt mit der Herstellung von Braunschweiger Salmiak.

### Wissenschaft und Technik

#### Astronomie
In seinem Buch Introduction a la Philosophie naturelle beschreibt der niederländische Naturwissenschaftler Pieter van Musschenbroek die Perseiden erstmals als jährlich wiederkehrendes Ereignis.

#### Medizin

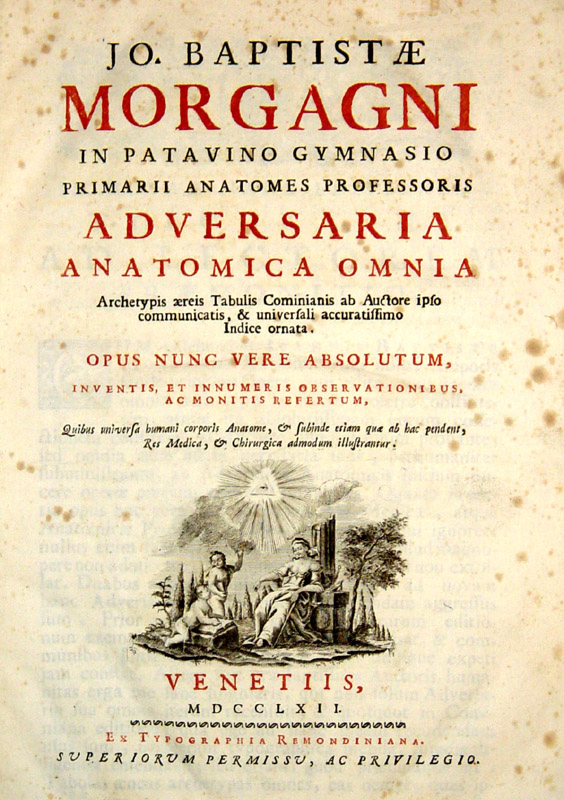
Titelseite der zweiten erweiterten Ausgabe

Giovanni Battista Morgagni, Professor für Anatomie an der Universität Padua, veröffentlicht eine erweiterte Ausgabe seiner sechsteiligen Adversaria Anatomica Omnia.

#### Philosophie und Pädagogik
Im April erscheint in Amsterdam Jean-Jacques Rousseaus staatswissenschaftliches Werk Du Contract Social ou Principes du Droit Politique (Vom Gesellschaftsvertrag oder Prinzipien des Staatsrechtes), das in Frankreich, den Niederlanden, in Genf und Bern sofort verboten wird. In Paris und Genf wird ein Haftbefehl gegen ihn erlassen. Auch sein im gleichen Jahr erscheinendes pädagogisches Werk Émile ou De l’éducation (Émile oder Über die Erziehung) wird verboten. Der Pariser Erzbischof Christophe de Beaumont greift das Werk scharf an.

#### Lehre und Forschung
- 13. Dezember: Kaiserin Maria Theresia von Österreich gründet die Bergakademie Schemnitz für montanwissenschaftliche Ausbildung.
- Der zweite Teil von Carl Philipp Emanuel Bachs musikalischem Lehrwerk Versuch über die wahre Art das Clavier zu spielen erscheint.

### Kultur
| Kultur | Kultur |
| --- | ------ |
| - Spätbarock - Rokoko - Zopfstil - Aufklärung in der Literatur (seit 1720) - Macaroni-Modestil in England (seit 1760) |        |

#### Architektur

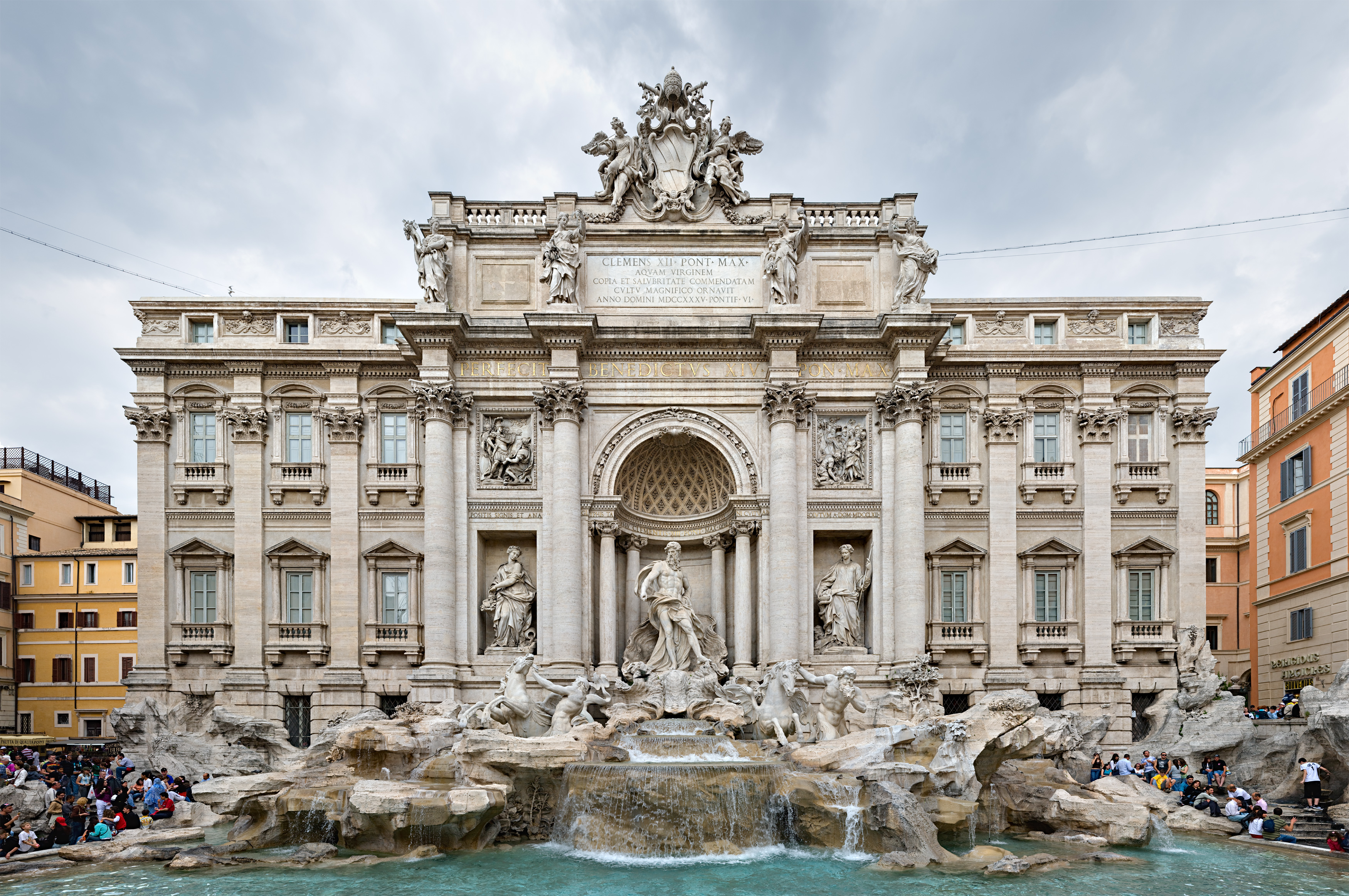
Der Trevi-Brunnen

Die nach den Plänen des 1751 verstorbenen Nicola Salvi erbaute Fontana di Trevi in Rom wird nach 30-jähriger Bauzeit fertiggestellt.

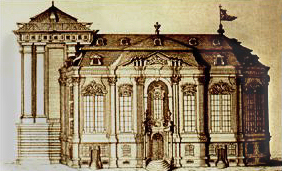
Michaeliskirche um 1762

Der zweite, barocke Bau der 1750 abgebrannten Kirche Sankt Michaelis, eine der fünf Hamburger Hauptkirchen, nach einem Entwurf von Johann Leonhard Prey und Ernst Georg Sonnin, wird am 19. Oktober geweiht.

#### Bildende Kunst

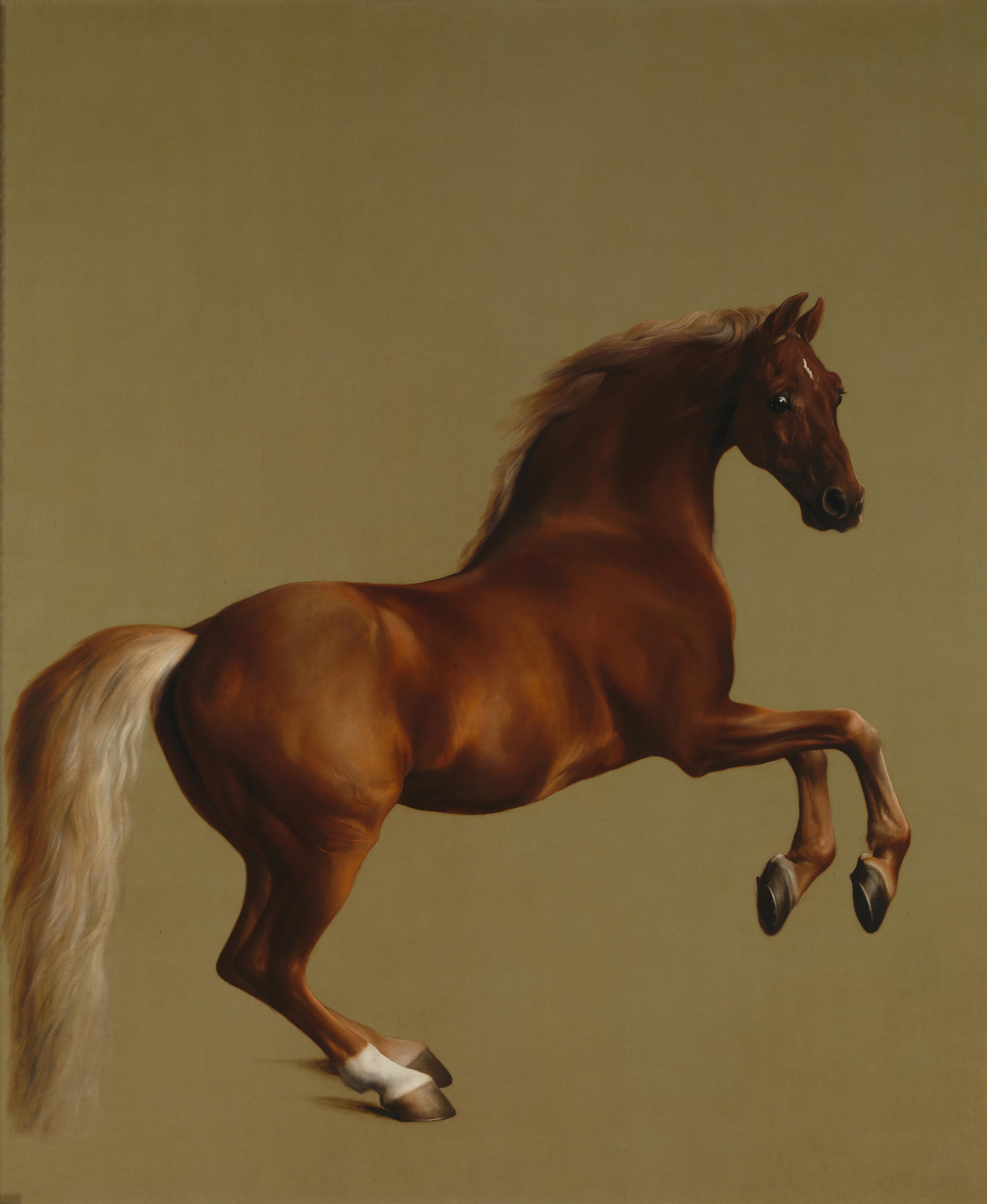
Whistlejacket, Öl auf Leinwand

Der britische Maler George Stubbs fertigt um 1762 sein berühmtestes Gemälde Whistlejacket. Stubbs ist vor allem für die wissenschaftlich genaue Wiedergabe seiner Tiermotive bekannt.

#### Musik und Theater
- 20. Januar: Am Teatro San Carlo in Neapel erfolgt die Uraufführung der Oper Alessandro nell’Indie von Johann Christian Bach.
- 22. Januar: Das tragikomische Märchen Turandot von Carlo Gozzi hat seine Uraufführung am Teatro San Samuele in Venedig.
- 23. Januar: Das Theaterstück Viel Lärm in Chiozza von Carlo Goldoni wird in Venetischem Dialekt im Teatro San Luca in Venedig uraufgeführt.
- 5. Oktober: In Wien findet die Uraufführung der Oper Orfeo ed Euridice (Orpheus und Eurydike) von Christoph Willibald Gluck mit dem Libretto von Ranieri de’ Calzabigi statt.

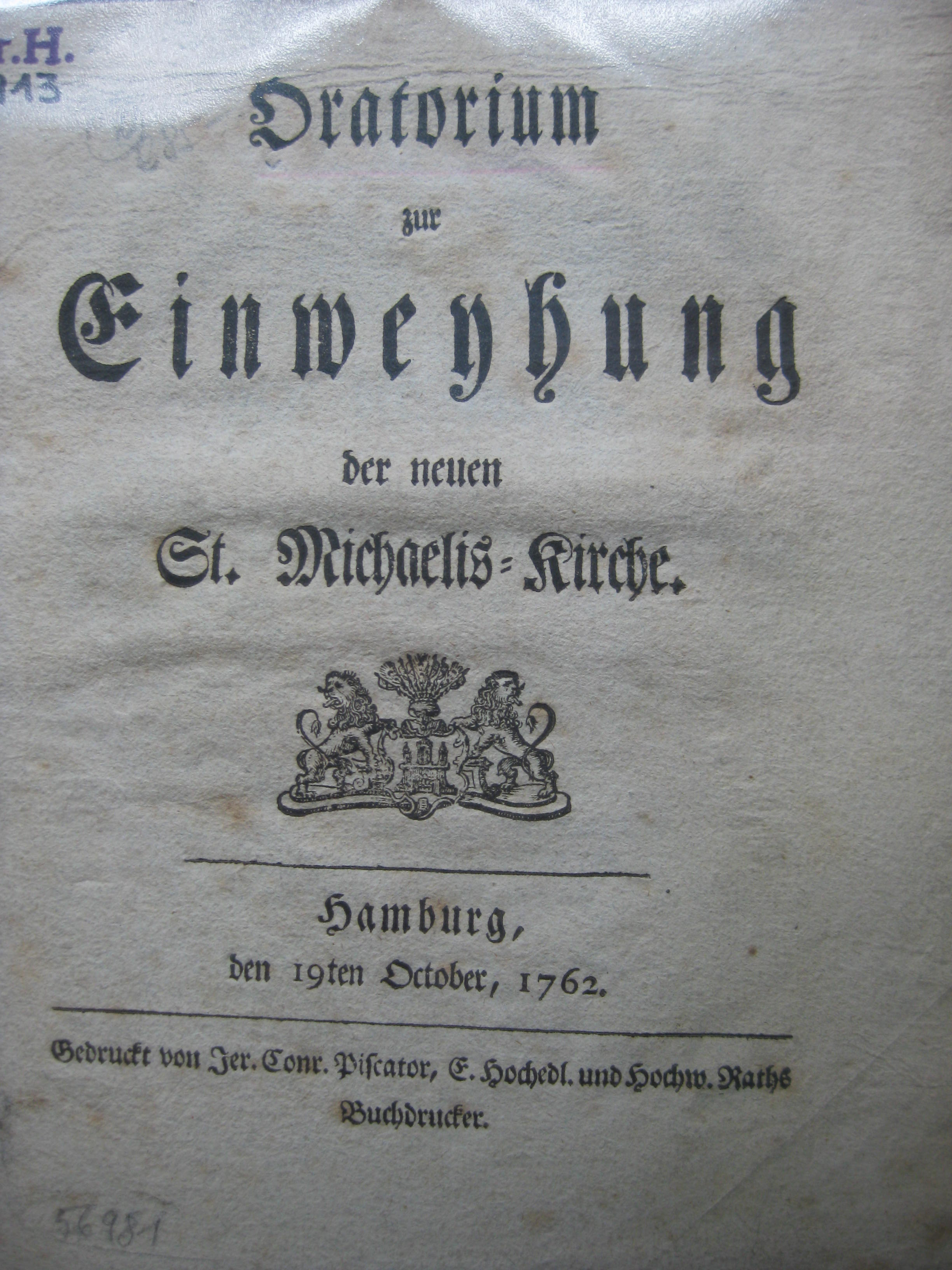
Textblatt des Oratoriums zur Einweyhung der Michaeliskirche

- 19. Oktober: Die Einweihung der St. Michaeliskirche erfolgt mit dem Oratorium zur Einweyhung der neuen St.-Michaelis-Kirche von Georg Philipp Telemann.
- Der Salzburger Hofviolinist Leopold Mozart arrangiert Anfang des Jahres eine erste Konzertreise für seinen sechsjährigen Sohn Wolfgang und dessen vier Jahre ältere Schwester Nannerl nach München und eine weitere im Herbst von Passau nach Wien, um dem Adel die talentierten Kinder zu präsentieren.

### Gesellschaft

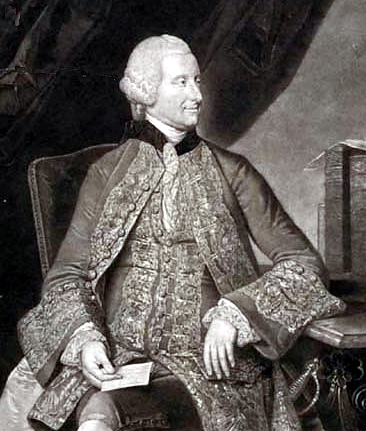
John Montagu, 4. Earl of Sandwich

John Montagu, 4. Earl of Sandwich, spielt mehrere Stunden lang Karten und versorgt sich deswegen mit belegten Broten. Seitdem heißt die Speise „Sandwich“.

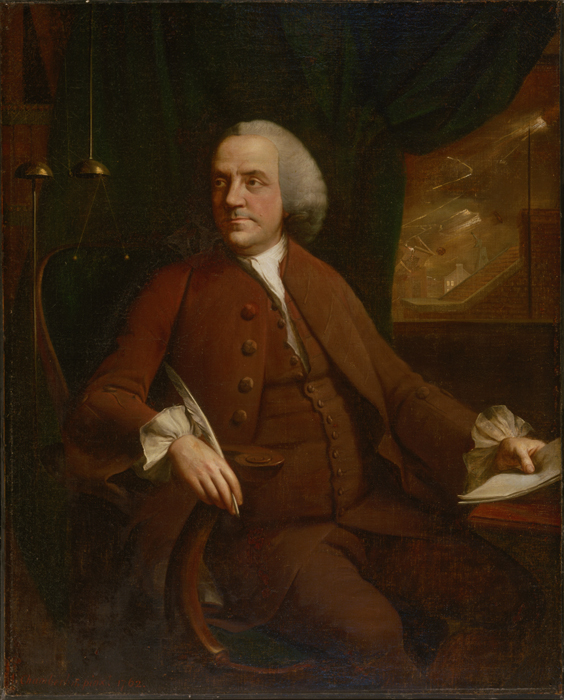
Benjamin Franklin 1762, Porträt von Mason Chamberlin

Nach fünf Jahren als Abgesandter Pennsylvanias in London, wo es ihm nicht gelungen ist, den Konflikt zwischen der Kolonie und der Eigentümerfamilie Penn beizulegen, kehrt Benjamin Franklin im Sommer nach Philadelphia zurück.

### Religion
Caroline von Satzenhofen wird zur Äbtissin des adeligen Damenstifts Vilich gewählt. Sie ist zu diesem Zeitpunkt bereits die Geliebte des kurkölnischen Ersten Ministers Caspar Anton von Belderbusch. Noch im selben Jahr wird sie vom Kölner Erzbischof Maximilian Friedrich von Königsegg-Rothenfels in ihrem neuen Amt bestätigt.

### Sport
Die rumänische Ballsportart Oină wird erstmals in Diaetaetica beschrieben.

## Historische Karten und Ansichten

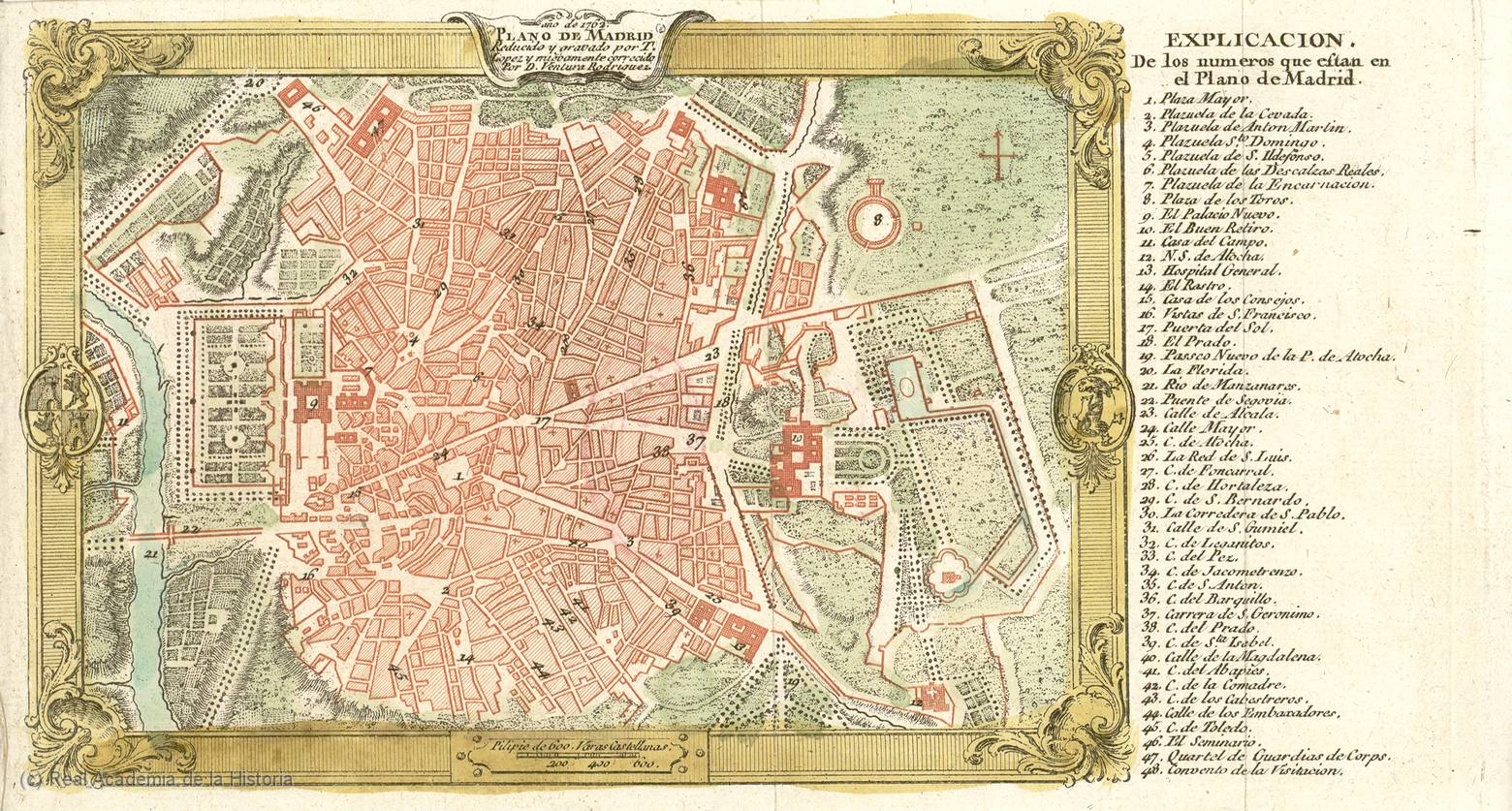
Madrid 1762

## Geboren

### Erstes Quartal
- 01. Januar: Henry Molleston, US-amerikanischer Politiker († 1819)

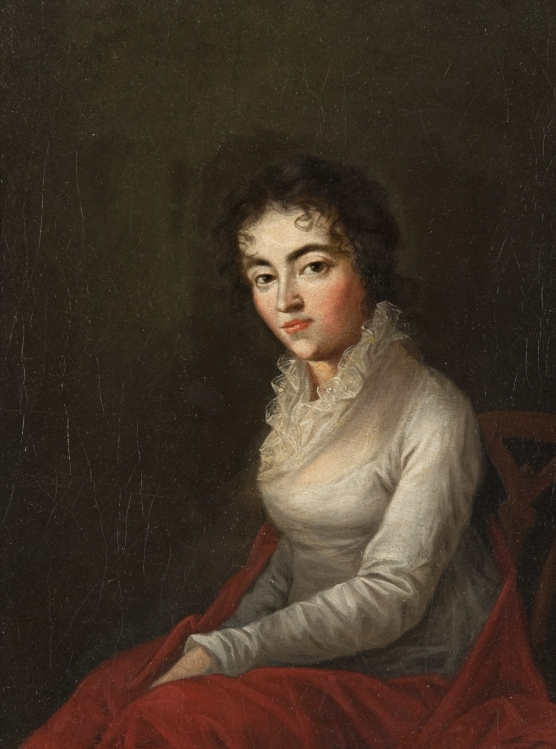
Constanze Mozart

- 05. Januar: Constanze Weber, Ehefrau von Wolfgang Amadeus Mozart († 1842)
- 13. Januar: Johann Gottfried Hagemeister, deutscher Schauspieler, Dichter, Publizist und Lehrer († 1806)
- 17. Januar: Johann Anton August Weitsch, deutscher Maler und Museumsinspektor († 1841)
- 19. Januar: Cécile Stanislas de Girardin, französischer Politiker († 1827)
- 20. Januar: Jérôme-Joseph de Momigny, französischer Komponist und Musikwissenschaftler († 1842)
- 20. Januar: Johann Ludwig Völkel, deutscher Altphilologe und Archäologe († 1829)
- 23. Januar: Christian August Vulpius, deutscher Schriftsteller († 1827)
- 27. Januar: Karl Christian Daniel Baurschmidt, deutscher evangelischer Geistlicher und Pädagoge († 1837)
- 29. Januar: Giuseppe Nicolini, italienischer Opernkomponist († 1842)
- 31. Januar: Lachlan Macquarie, britischer Gouverneur der Kolonie New South Wales († 1824)
- 02. Februar: Girolamo Crescentini, italienischer Kastratensopran und Komponist († 1846)

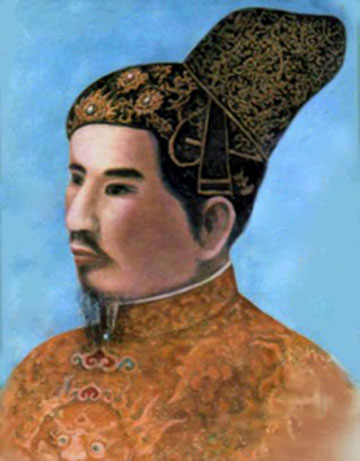
Gia Long

- 08. Februar: Gia Long, vietnamesischer Kaiser der Nguyễn-Dynastie († 1820)
- 18. Februar: Peter Jochims, deutscher Beamter († 1844)
- 23. Februar: Johanna Antoni, deutsche Schriftstellerin († 1843)

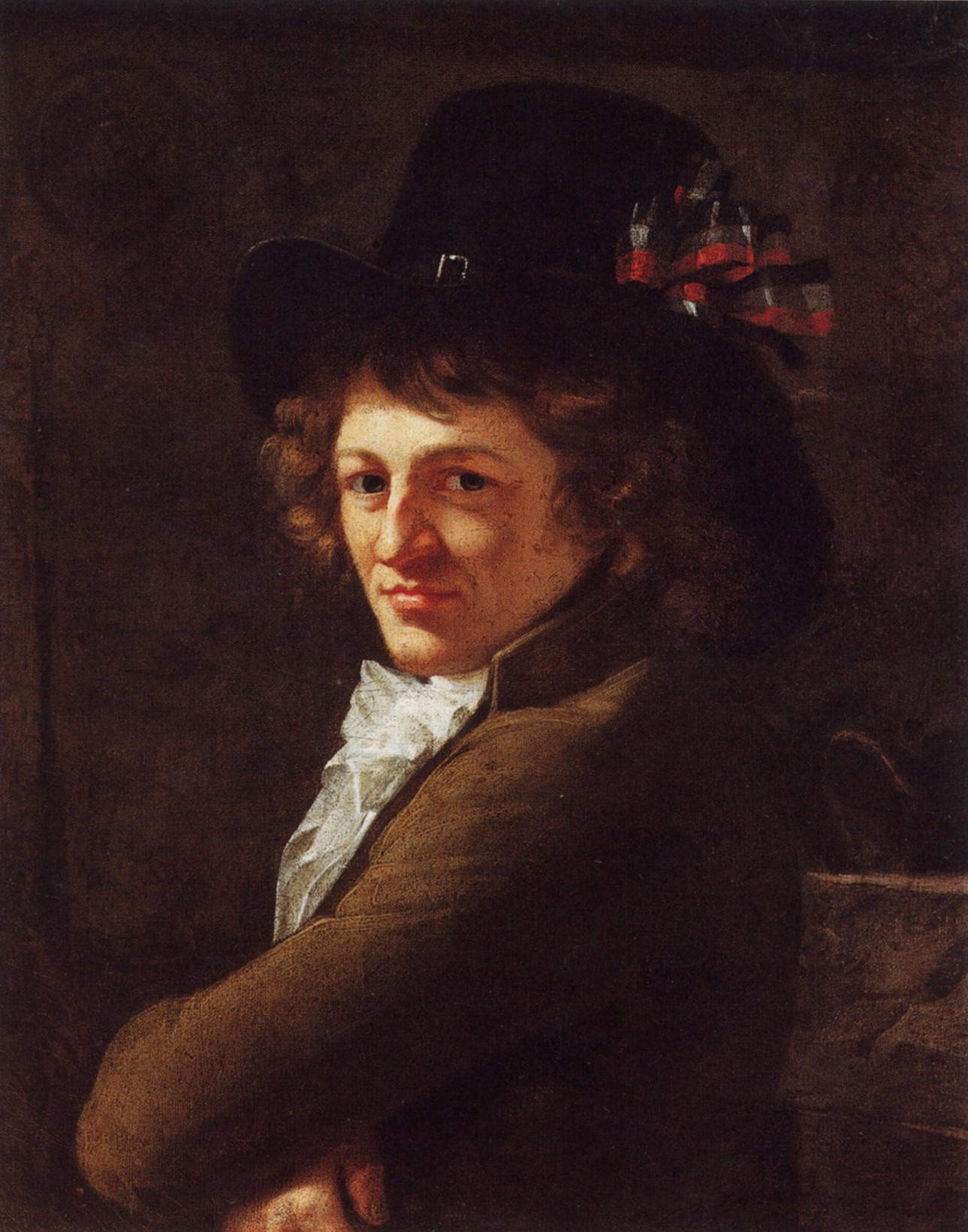
Ludovike Simanowiz: Portrait Eberhard von Wächter, um 1791

- 28. Februar: Eberhard von Wächter, deutscher Maler († 1852)
- 08. März: Johann Babor, Benediktiner und Hochschullehrer († 1846)
- 10. März: Jeremias Benjamin Richter, schlesischer Chemiker († 1807)
- 18. März: Karl Christian Gmelin, deutscher Botaniker und Naturforscher († 1837)
- 19. März: Adam Gottlieb Lange, deutscher evangelischer Geistlicher († 1826)
- 24. März: Marcos António Portugal, portugiesischer Komponist von Opern und Kirchenmusik († 1830)
- 25. März: Thomas Alexandre Dumas, französischer General, Vater von Alexandre Dumas dem Älteren und Großvater von Alexandre Dumas dem Jüngeren († 1806)

### Zweites Quartal
- 04. April: Stephen Storace, britischer Komponist († 1796)
- 09. April: Friedrich von Kleist, preußischer Generalfeldmarschall († 1823)
- 14. April: Giuseppe Valadier, italienischer Architekt, Städtebauer, Archäologe und Goldschmied († 1839)
- 24. April: Johann Karl Sigmund Kiefhaber, deutscher Beamter und Jurist († 1837)
- 26. April: Pierre-Jean Garat, französischer Sänger (Bariton) († 1823)
- 28. April: Johann Melchior Mohr, Schweizer Politiker († 1846)
- 29. April: Jean-Baptiste Jourdan, Marschall von Frankreich († 1833)
- 04. Mai: Johann Heinrich Abicht, deutscher Philosoph († 1816)
- 11. Mai: Jacob Johan Anckarström, Mörder des schwedischen Königs Gustav III. († 1792)
- 18. Mai: Félix Baciocchi, Schwager Napoleons und Fürst von Lucca und Piombino († 1841)

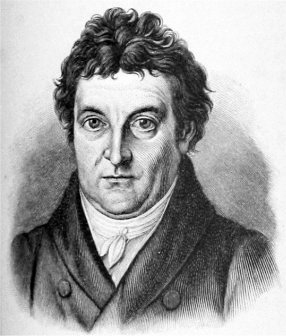
Johann Gottlieb Fichte

- 19. Mai: Johann Gottlieb Fichte, deutscher Philosoph († 1814)
- 25. Mai: Walter Leake, US-amerikanischer Politiker († 1825)
- 01. Juni: Edmund Ignatius Rice, irischer Missionar und Ordensgründer, († 1844)
- 05. Juni: Bushrod Washington, US-amerikanischer Richter († 1829)
- 10. Juni: Maria del Pilar Teresa Cayetana de Silva y Álvarez de Toledo, Herzogin von Alba († 1802)
- 10. Juni: Georg Friedrich Benecke, deutscher Gelehrter († 1844)
- 16. Juni: Carl Christian Agthe, deutscher Komponist und Organist († 1797)
- 16. Juni: Giuseppe Bernardino Bison, italienischer Maler des Klassizismus († 1844)
- 20. Juni: Anton Aloys Meinrad Franz, Fürst von Hohenzollern-Sigmaringen († 1831)
- 24. Juni: Johann Paul Wessely, tschechischer Komponist († 1810)

### Drittes Quartal
- 05. Juli: Thomas Hislop, 1. Baronet, britischer General und stellvertretender Gouverneur von Trinidad († 1843)
- 07. Juli: Ludwig Wilhelm Neumann, Berliner Ehrenbürger († 1847)
- 12. Juli: James Ross, US-amerikanischer Politiker († 1847)
- 20. Juli: Victor Hugues, französischer Kolonialverwalter unter Robespierre, Napoleon I. und Ludwig XVIII. († 1826)
- 21. Juli: Wilhelm Gustav Friedrich Bentinck, deutscher Reichsgraf († 1835)
- 30. Juli: Juan O’Donojú, spanischer Generalleutnant und Vizekönig von Neuspanien († 1821)

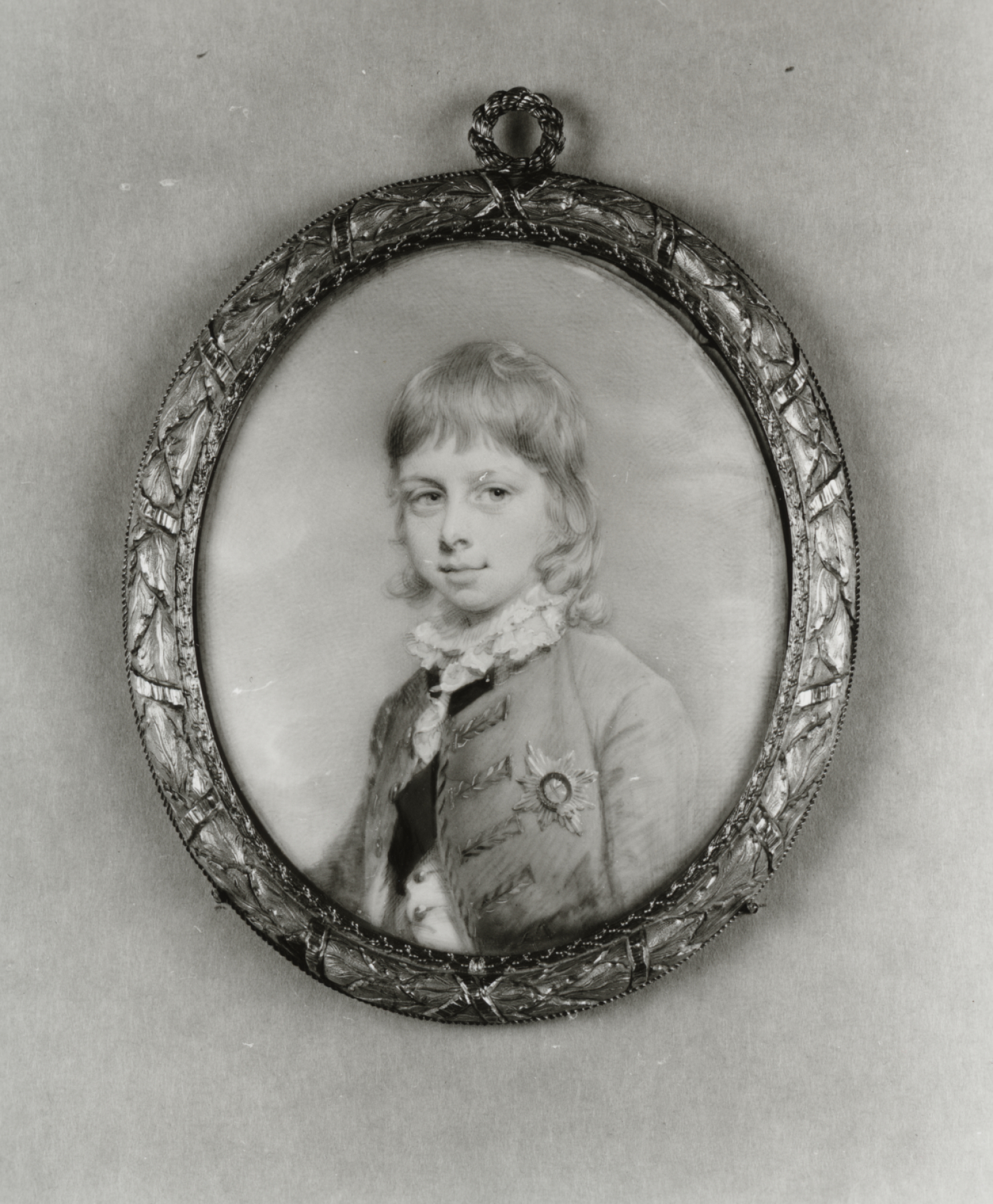
George IV. als Prince of Wales

- 12. August: Georg IV., König von Großbritannien, Irland und Hannover († 1830)
- 12. August: William Branch Giles, US-amerikanischer Politiker († 1830)
- 12. August: Christoph Wilhelm Hufeland, deutscher Arzt († 1836)
- 13. August: Théroigne de Méricourt, französische Revolutionärin († 1817)
- 15. August: Johann Otto Thiess, deutscher lutherischer Theologe († 1810)
- 20. August: Elisabeth von Matt, österreichische Astronomin und Geodätin († 1814)
- 23. August: Johann Samuel Göbel, Kursächsischer Finanzsekretär und Historiker († 1798)
- 23. August: Johann Gruber, deutscher Kaufmann und Politiker († 1851)
- 25. August: Anton Wilhelm Möller, deutscher evangelischer Geistlicher († 1846)
- 31. August: Josef Achammer, Tiroler Freiheitskämpfer und Schützenhauptmann von Sillian († 1810)
- 06. September: Theodorus Frederik van Capellen, niederländischer Seeoffizier († 1824)
- 13. September: Antoine Christophe Merlin, genannt Merlin de Thionville, französischer Politiker († 1833)
- 28. September: Michael Andreaš, slowenischer Dichter († 1821)
- 30. September: Karl Stülpner, sächsischer Volksheld († 1841)

### Viertes Quartal
- 07. Oktober: Charles Abbott, 1. Baron Tenterden, britischer Jurist († 1832)
- 12. Oktober: Jan Willem Janssens, Gouverneur der Kapkolonie und Generalgouverneur von Niederländisch-Indien († 1838)
- 16. Oktober: Paul Hamilton, US-amerikanischer Politiker († 1816)
- 16. Oktober: Christian Georg Wagner, deutscher Jurist († 1851)
- 17. Oktober: Samuel Gottlieb Wald, deutscher evangelischer Theologe († 1828)
- 18. Oktober: Lazarus Bendavid, deutscher Mathematiker und Philosoph († 1832)
- 21. Oktober: George Colman der Jüngere, englischer Schriftsteller († 1836)
- 21. Oktober: Herman Willem Daendels, niederländischer General († 1818)
- 21. Oktober: Georg Anton Christoph Scheffler, deutscher Pädagoge und Philologe († 1825)
- 24. Oktober: Johann Wilhelm Tolberg, westfälischer Mediziner († 1831)
- 26. Oktober: Amos Stoddard, US-amerikanischer Politiker († 1813)
- 27. Oktober: Gijsbert Karel van Hogendorp, niederländischer Staatsmann († 1834)
- 28. Oktober: Karl Philipp Conz, deutscher Dichter und Schriftsteller († 1827)
- 29. Oktober: André Chénier, französischer Schriftsteller († 1794)
- 30. Oktober: Valentin Rose der Jüngere, deutscher Apotheker und Chemiker († 1807)
- 31. Oktober: Traugott August Seyffarth, deutscher lutherischer Theologe († 1831)
- 01. November: Spencer Perceval, britischer Politiker und Premierminister († 1812)
- 29. November: Pierre André Latreille, französischer Entomologe († 1833)
- 30. November: Johann Christoph Gottlob Weise, deutscher Botaniker und Autor († 1840)
- 02. Dezember: Franciszek Ksawery Dmochowski, polnischer Schriftsteller und Übersetzer († 1808)
- 02. Dezember: Traugott Karl August Vogt, deutscher Mediziner († 1807)
- 09. Dezember: Gotthelf Wilhelm Christoph Starke, deutscher evangelischer Theologe und Pädagoge († 1830)
- 20. Dezember: David von Andrássy, ungarischer Militär († 1813)
- 21. Dezember: Friedrich Karl Gottlob Hirsching, deutscher Universalgelehrter und Lexikograph († 1800)

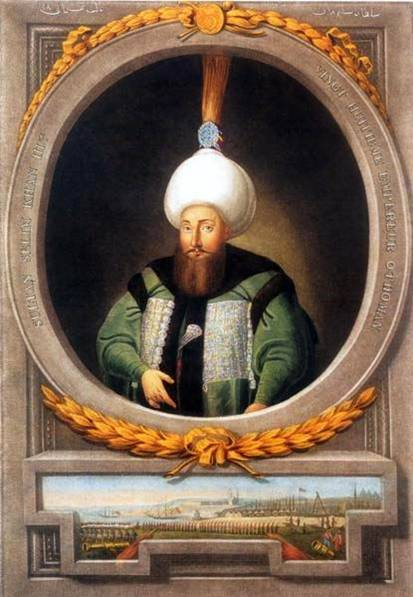
Sultan Selim III.

- 24. Dezember: Selim III., Sultan des Osmanischen Reichs († 1808)
- 26. Dezember: Johann Gaudenz von Salis-Seewis, Schweizer Dichter († 1834)
- 26. Dezember: Franz Wilhelm Tausch, deutscher Klarinettenvirtuose und Komponist († 1817)

### Genaues Geburtsdatum unbekannt
- Dudley Adams, englischer Instrumentenhersteller († 1830)
- William Anderson, US-amerikanischer Politiker († 1829)
- George Christian Arnold, deutscher Jurist († unbekannt)
- Jacques Balmat, französischer Bergsteiger († 1834)
- George Hilario Barlow, britischer Politiker († 1847)
- Marie-Geneviève Bouliar, französische Malerin des Klassizismus († 1825)
- Thomas Burkett, britischer Seemann auf der Bounty († 1792)
- William Cole, britischer Seemann auf der Bounty († 1833)
- Feliks Janiewicz, polnischer Komponist und Violinist († 1848)
- Thomas McIntosh, britischer Seemann auf der Bounty
- Susanna Rowson, US-amerikanische Schriftstellerin und Schauspielerin († 1824)
- William Purcell, britischer Seemann auf der Bounty († 1834)
- William Smith, US-amerikanischer Politiker († 1840)

## Gestorben

### Januar bis April

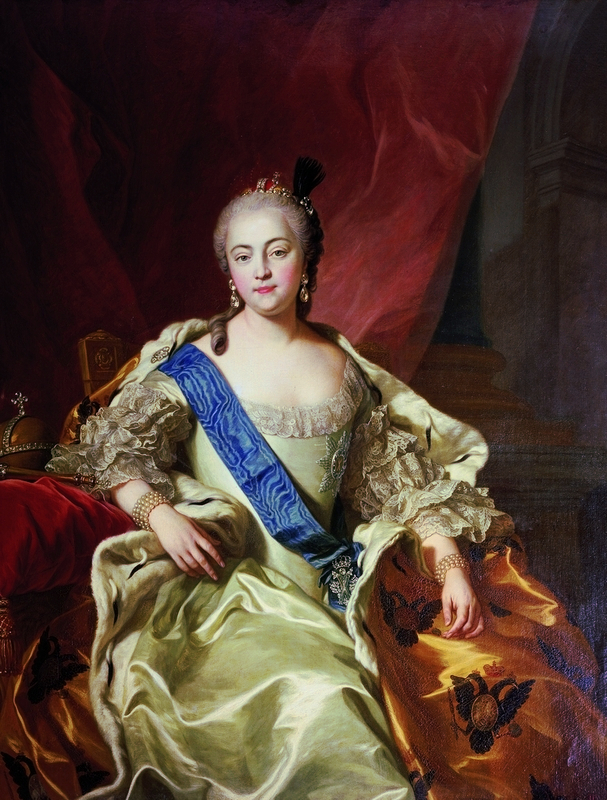
Kaiserin Elisabeth von Russland

- 05. Januar: Elisabeth, Kaiserin von Russland (* 1709)

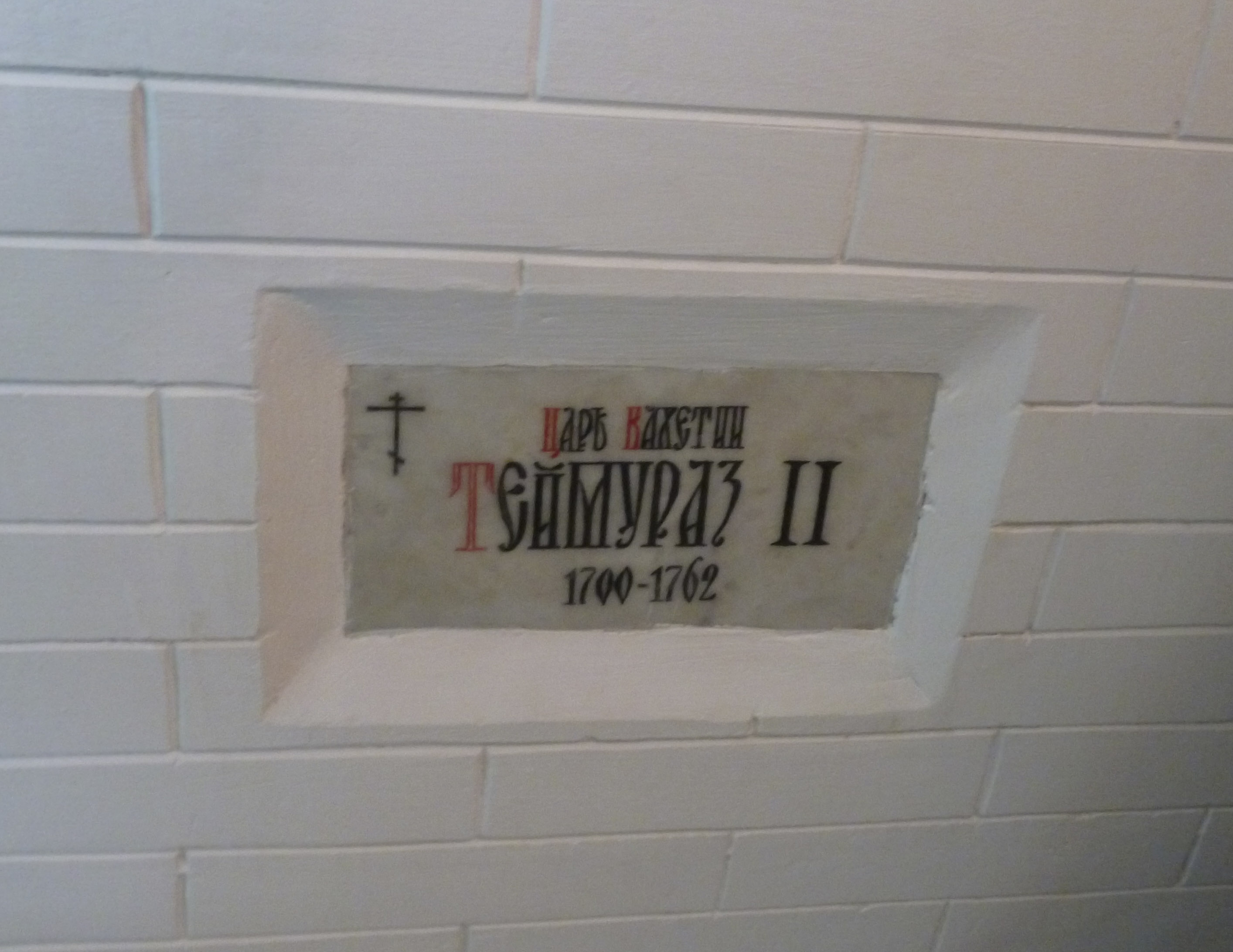
Grab von Teimuras II. in Astrachan

- 08. Januar: Teimuras II., König von Georgien (* 1680)
- 11. Januar: Louis-François Roubiliac, französischer Bildhauer (* 1695)
- 15. Januar: Pjotr Iwanowitsch Schuwalow, russischer Staatsmann und Militär (* 1710)
- 07. Februar: Jean-Baptiste Desmarets, französischer General und Marschall von Frankreich (* 1682)
- 12. Februar: Laurent Belissen, französischer Komponist des Spätbarock (* 1693)
- 20. Februar: Tobias Mayer, deutscher Kartograf, Geograf, Mathematiker und Astronom (* 1723)
- 21. Februar: Andreas Georg Wähner, deutscher Orientalist (* 1693)
- 04. März: Johannes Zick, bayrischer Freskomaler des Barock (* 1702)
- 06. März: Antoinette Amalie, Herzogin zu Braunschweig und Lüneburg und Fürstin von Braunschweig-Wolfenbüttel (* 1696)
- 10. März: Jean Calas, französischer Protestant, Opfer eines Justizmordes (* 1698)
- 18. März: Paul II. Anton Esterházy de Galantha, ungarischer Feldmarschall (* 1711)
- 18. März: Johann Baptist Regondi, kaiserlicher Hof-Steinmetzmeister und Bildhauer (* 1703)
- 21. März: Nicolas Louis de Lacaille, französischer Astronom (* 1713)
- 22. März: Johann Philipp Graumann, braunschweig-wolfenbüttelischer Experte des Geld- und Münzwesens (* 1690 oder um 1706)
- 24. März: Johann Gottfried Zentgrav, deutscher evangelischer Theologe, Rhetoriker und Literaturwissenschaftler (* 1722)
- 26. März: Johann Peter Ernst Rohrer, deutscher Baumeister (* 1687)
- 30. März: Johann Georg Bergmüller, deutscher Maler des Augsburger Barock (* 1688)
- 03. April: Ernst Friedrich Arendt, preußischer Beamter (* 1709)
- 06. April: Hermann Werner von Bossart, preußischer Priester, Diplomat und Domherr in Köln (* 1695)
- 29. April: Joseph, Fürst zu Fürstenberg, kaiserlicher Prinzipalkommissar am Reichstag zu Regensburg (* 1699)
- 30. April: Johann Arnold Bertram, deutscher Hüttenmeister (* 1696)

### Mai bis August
- 15. Mai: Michał Kazimierz Radziwiłł, Großhetman von Litauen (* 1702)
- 16. Mai: Ernst Christian Hesse, deutscher Kapellmeister, Komponist und Gambist (* 1676)
- 19. Mai: Christoph II. von Dohna-Schlodien, preußischer General (* 1702)

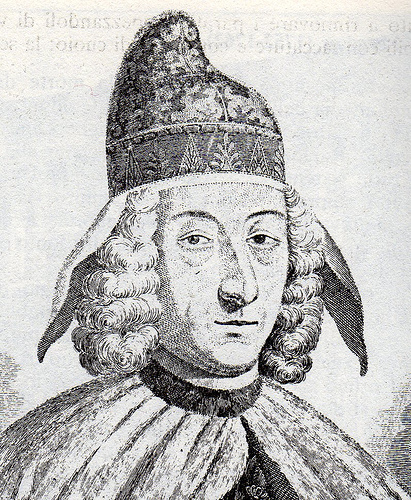
Francesco Loredan

- 19. Mai: Francesco Loredan, Doge von Venedig (* 1685)
- 21. Mai: Ernst Dietrich Bartels, deutscher Bildschnitzer (* 1679)
- 21. Mai: Aleksander Józef Sułkowski, kursächsisch-polnischer Staatsmann (* 1695)
- 24. Mai: Charles-Daniel Prince, Schweizer evangelischer Geistlicher (* 1689)
- 27. Mai: Alexander Gottlieb Baumgarten, deutscher Philosoph (* 1714)
- 03. Juni: Johann Baptist von Thurn und Taxis, Fürstbischof von Lavant (* 1706)
- 06. Juni: George Anson, 1. Baron Anson, britischer Marineoffizier und Theoretiker (* 1697)
- 09. Juni: Johann Ernst von Flörcke, deutscher Jurist (* 1695)

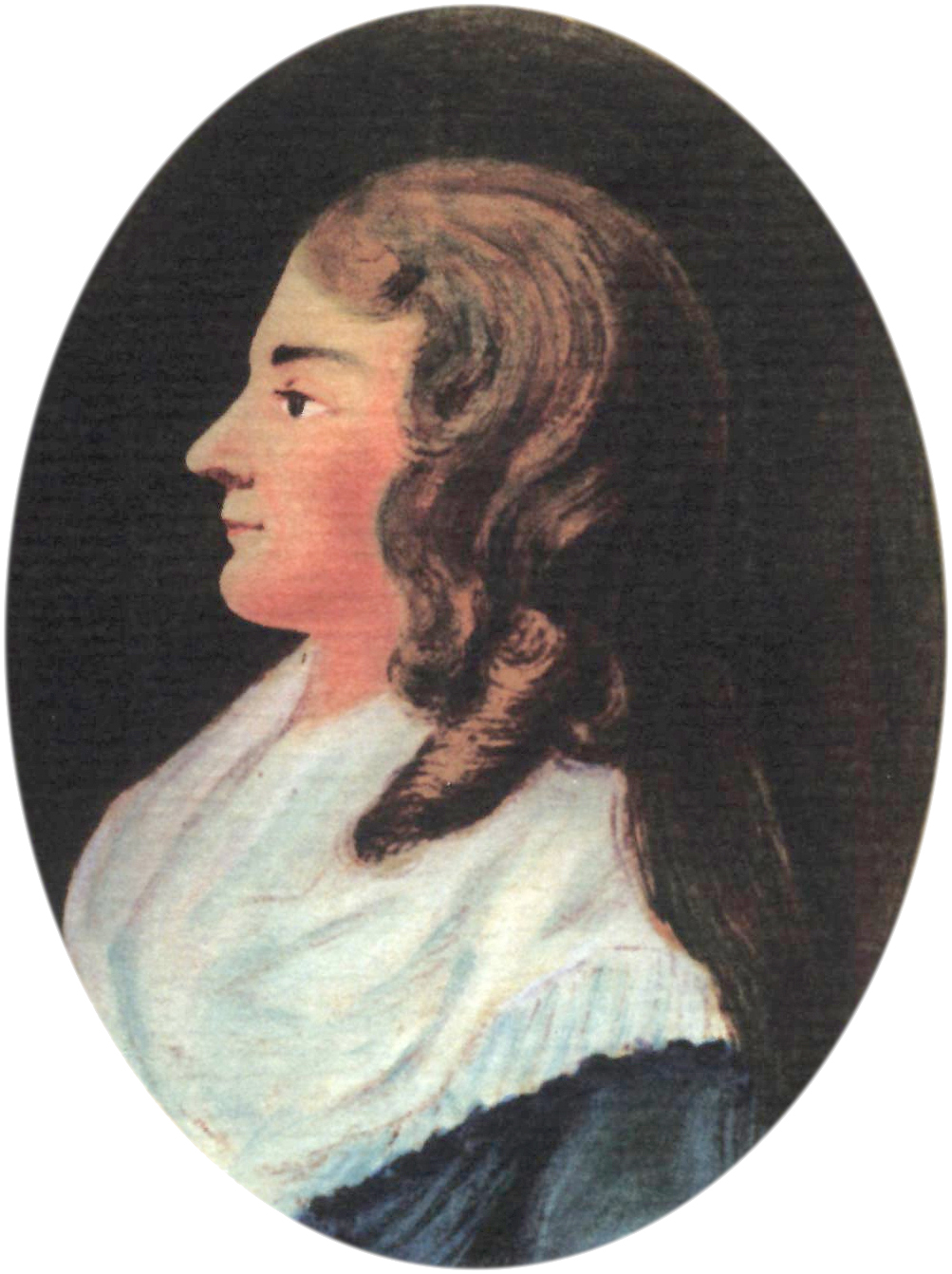
Dorothea Christiane Erxleben

- 13. Juni: Dorothea Christiane Erxleben, erste promovierte deutsche Ärztin (* 1715)
- 22. Juni: Dorothea Christina von Aichelberg, deutsche Adelige (* 1674)
- 23. Juni: Wolfgang Dietrich Majer, württembergischer Maler (* 1698)
- 26. Juni: Luise Adelgunde Victorie Gottsched, deutsche Schriftstellerin (* 1713)
- 05. Juli: Jakob Adlung, deutscher Organist, Komponist, Musikschriftsteller und Instrumentenbauer (* 1699)
- 12. Juli: Jangheon, Thronfolger von Joseon in Korea (* 1735)
- 13. Juli: James Bradley, englischer Astronom und Pfarrer (* 1693)
- 17. Juli: Peter III., Kaiser von Russland und Herzog von Holstein-Gottorf (* 1728)
- 20. Juli: Christoph Nichelmann, deutscher Komponist (* 1717)
- 20. Juli: Paul Troger, österreichischer Maler des Spätbarock (* 1698)
- 27. Juli: Edmé Bouchardon, französischer Bildhauer und Architekt (* 1698)
- 29. Juli: Françoise-Louise de Warens, Freundin und Geliebte Jean Jacques Rousseaus (* 1699)
- 30. Juli: Johann Valentin Görner, deutscher Barockkomponist (* 1702)
- 16. August: Christoph Martin von Degenfeld-Schonburg, königlich preußischer General, Diplomat sowie Staats- und Kriegsminister (* 1689)
- 20. August: Schāh Walī Allāh ad-Dihlawī, indisch-islamischer Gelehrter (* 1703)
- 21. August: Mary Wortley Montagu, englische Schriftstellerin (* 1689)
- 29. August: Stanisław Poniatowski, polnischer Politiker (* 1676)
- 31. August: Momozono, Kaiser von Japan (* 1741)
- 31. August: Pietro Rotari, italienischer Maler (* 1707)

### September bis Dezember
- 17. September: Francesco Geminiani, italienischer Violinist und Komponist (* 1687)
- 30. September: Jacques Daviel, französischer Arzt (* 1693/1696)
- 14. Oktober: Hieronymus Pez, österreichischer Benediktinermönch, Philologe und Historiker (* 1685)
- 22. Oktober: Carl Aigen, österreichischer Maler (* 1685)
- 22. Oktober: Johann Henrich von Seelen deutscher lutherischer Theologe und Pädagoge (* 1687)
- 24. Oktober: Gottfried Ludwig Mencke, deutscher Rechtswissenschaftler und Herzoglich-Braunschweigischer Hofrat (* 1712)

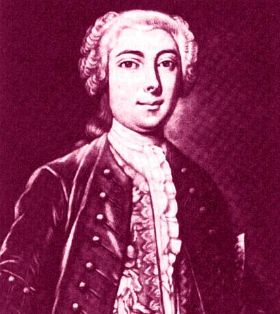
Gizziello – Gioacchino Conti

- 000Oktober: Gizziello, italienischer Kastrat (* 1714)
- 07. November: Georg Besenbeck, deutscher evangelischer Geistlicher und Pädagoge (* 1731)
- 13. Dezember: Jonathan Krause, deutscher evangelischer Theologe und Kirchenliederdichter (* 1701)

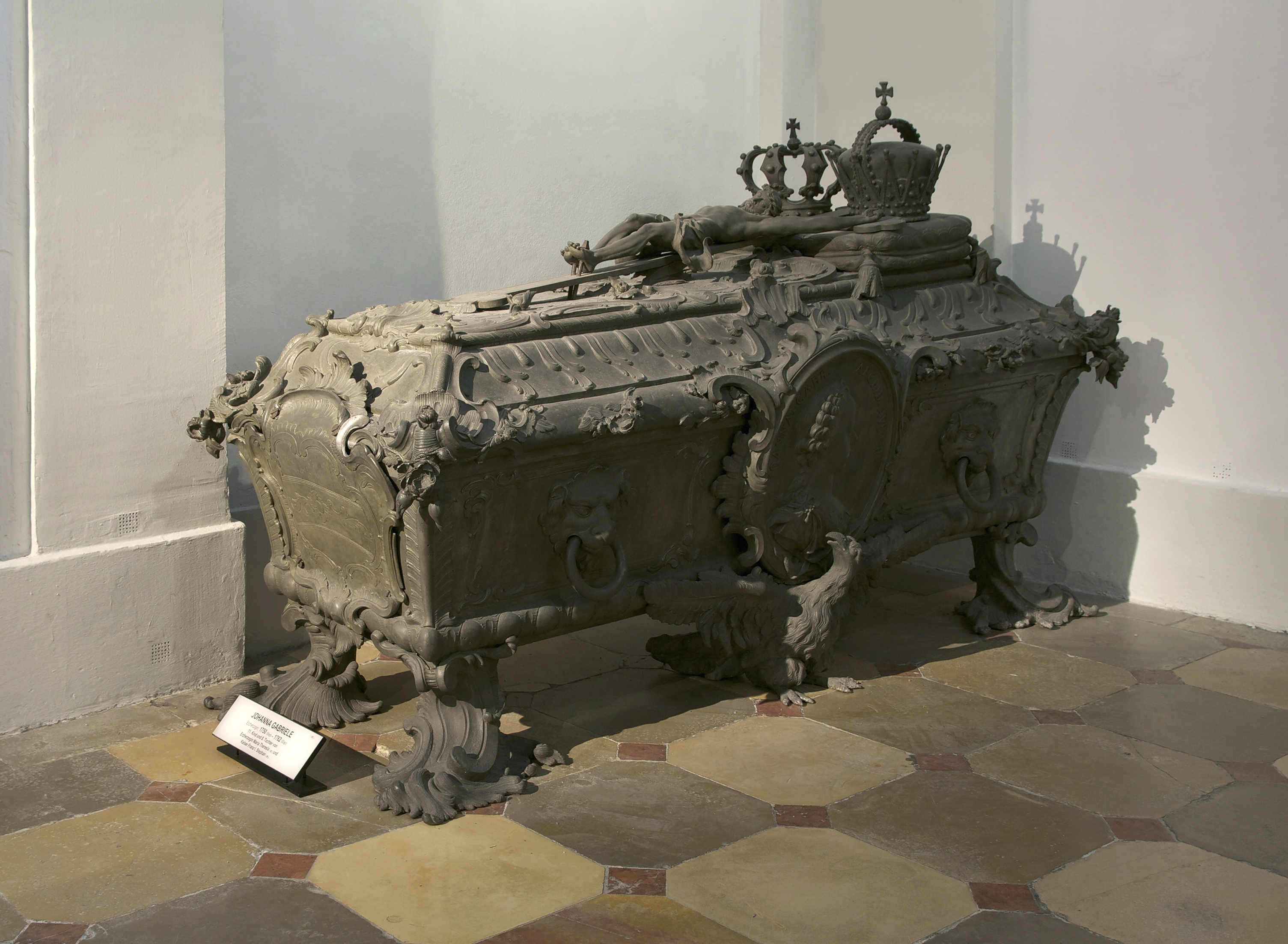
Sarkophag Johanna Gabriele, Kapuzinergruft, Wien

- 23. Dezember: Johann Caspar Escher, Schweizer Politiker (* 1678)
- 23. Dezember: Johanna Gabriele von Österreich, Tochter von Kaiser Franz I. und Maria Theresia (* 1750)
- 24. Dezember: Johann Friedrich Constabel, deutscher Orgelbauer (* 1690)
- 26. Dezember: Petrus Frans Theunissen, Priester im Deutschen Orden (* 1713)
- 000Dezember: Mary Collyer, britische Schriftstellerin und Übersetzerin (* um 1716/17)

### Genaues Todesdatum unbekannt
- Charles-Louis d’Authville Des Amourettes, französischer Militär, Autor und Enzyklopädist (* 1716)
- Richard Bathurst, englischer Arzt und Schriftsteller (* 1722/1723)
- Charlotte Mercier, französische Malerin (* 1738)